# Messerschmitt Bf 109
Messerschmitt Bf 109 là một kiểu máy bay tiêm kích của Đức Quốc xã trong Thế Chiến II được thiết kế bởi Willy Messerschmitt vào đầu những năm 1930. Nó là một trong những máy bay tiêm kích hiện đại đầu tiên vào thời điểm đó, có những tính năng như cấu trúc thân đơn toàn kim loại, nóc buồng lái hoàn toàn kín và càng hạ cánh xếp lại được. Chiếc Bf 109 được sản xuất với số lượng nhiều hơn cả so với mọi kiểu máy bay tiêm kích khác trong lịch sử, với số lượng được sản xuất trong thời chiến (từ tháng 9 năm 1939 đến tháng 5 năm 1945) là 30.573 chiếc. Loại máy bay tiêm kích này chiếm 47% số lượng máy bay do Đức sản xuất, và chiếc Bf 109 chiếm đến 57% số máy bay tiêm kích được sản xuất. Ngoài ra, 2.193 chiếc Bf 109 phiên bản A-E đã được chế tạo trước chiến tranh từ năm 1936 đến tháng 8 năm 1939, và có hơn 1.000 chiếc được chế tạo sau chiến tranh theo giấy phép nhượng quyền dưới các tên gọi Avia S-99/S-199 và Ha 1112 Buchon.
Chiếc Bf 109 là xương sống của lực lượng tiêm kích Không quân Đức trong Thế Chiến II, cho dù chúng bắt đầu được thay thế một phần bởi chiếc Focke-Wulf Fw 190 từ năm 1941. Chiếc Bf 109 đã ghi được số chiến công không chiến nhiều hơn cả trong Thế Chiến II hơn mọi kiểu máy bay tiêm kích nào khác. Trong những thời điểm khác nhau, nó được sử dụng như là máy bay tiêm kích chiếm ưu thế trên không, hộ tống, tiêm kích đánh chặn, tấn công mặt đất và máy bay trinh sát. Cho dù Bf 109 có nhiều điểm yếu, bao gồm tầm bay kém và đặc biệt là khó điều khiển hạ cánh do vệt bánh hẹp của kiểu càng đáp gấp ra phía ngoài, nó vẫn tỏ ra cạnh tranh cùng những máy bay tiêm kích Đồng Minh cho đến khi chiến tranh kết thúc.
Chiếc Bf 109 được lái bởi ba phi công "Ách" có thành tích dẫn đầu trong Thế Chiến II: Erich Hartmann, phi công chiến đấu có thành tích cao nhất mọi thời đại với 352 chiến công chính thức, Gerhard Barkhorn với 301 chiến công, và Günther Rall với 275 chiến công. Tất cả họ đều bay cùng Jagdgeschwader 52 (Phi đoàn Tiêm kích 52), một đơn vị chỉ bay toàn kiểu Bf 109 và đã ghi được hơn 10.000 chiến công, chủ yếu là trên Mặt trận phía Đông. Hartmann đã từ chối bay chiến đấu trên bất kỳ loại máy bay nào khác trong suốt cuộc chiến ngoài Bf 109. Hans-Joachim Marseille, phi công "Ách" Đức có thành tích cao nhất tại Mặt trận Bắc Phi, cũng ghi được toàn bộ 158 chiến công chính thức của mình trên chiếc Bf 109 khi đối đầu cùng những phi công Đồng Minh Tây Âu. Chiếc Bf 109 cũng được sử dụng với kết quả tốt bởi phi công các nước khác, bao gồm phi công "Ách" Phần Lan Ilmari Juutilainen với 94 chiến công, thành tích cao nhất của một phi công "Ách" không phải là người Đức trong lịch sử.

## Thiết kế và phát triển

### Tên gọi của kiểu Bf 109
Bf 109 là tên gọi chính thức mà Bộ Hàng không Đức (RLM: Reichsluftfahrtministerium) dành cho kiểu máy bay này, vì kiểu thiết kế được đề nghị bởi hãng Bayerische Flugzeugwerke, và được sử dụng trong tất cả các văn bản Đức chính thức có liên quan đến họ máy bay này. Sau khi công ty được đổi tên thành Messerschmitt AG vào tháng 7 năm 1938 khi Erhard Milch cuối cùng đã cho phép Willy Messerschmitt sở hữu công ty; từ thời điểm đó trở đi, mọi máy bay của Messerschmitt đều được mang ký hiệu "Me" ngoại trừ những chiếc đã có ký hiệu ''Bf'' trước đó. Các tài liệu thời chiến tranh của Messerschmitt AG, RLM và các bên liên quan tiếp tục sử dụng cả hai ký hiệu, đôi khi trên cùng một trang, nhưng đã có nhiều chỉ thị của RLM không chấp nhận ký hiệu Me cho kiểu Bf 109. Me 109 được biết đến như là cái tên mà các tài liệu tuyên truyền của Không quân Đức thường sử dụng cũng như là trong nội bộ hãng Messerschmitt kể từ sau tháng 7 năm 1938, và trong số nhân viên của Không quân Đức vốn phát âm chúng là may hundert-neun. Tên gọi Me 109 cũng thông dụng trong các nước nói tiếng Anh. Tuy nhiên, trong cả thời kỳ chiến tranh cho đến hiện nay, cả hai tên "Bf" và "Me" đều được dùng; còn trên biển khung máy bay của những chiếc còn giữ lại cho đến ngày nay đều mang tên "Bf 109", kể cả phiên bản cuối cùng K-14.

### Lịch sử cạnh tranh
Vào năm 1933, cơ quan Technisches Amt (hay T-Amt, bộ phận kỹ thuật của Bộ Hàng không Đức) đã kết luận về một loạt các đề án nghiên cứu về không chiến trong tương lai. Kết quả của các nghiên cứu này là bốn dự thảo chung cho máy bay chiến đấu trong tương lai:
- Rüstungsflugzeug (máy bay vũ trang) I về một kiểu máy bay ném bom hạng trung nhiều động cơ.
- Rüstungsflugzeug II về một kiểu máy bay ném bom chiến thuật.
- Rüstungsflugzeug III về một kiểu máy bay tiêm kích hạng nặng hai chỗ ngồi.
- Rüstungsflugzeug IV về một kiểu máy bay tiêm kích một chỗ ngồi

Rüstungsflugzeug IV được dự định là một kiểu máy bay tiêm kích đánh chặn thay thế cho những kiểu máy bay cánh kép Arado Ar 64 và Heinkel He 60 đang phục vụ. Trong khi R-IV được dự trù như là kiểu máy bay tiêm kích tốt nhất trong số những máy bay đang hoạt động, các yêu cầu đặt ra lại không quá khó để có thể đạt được.
Chiếc máy bay tiêm kích cần đạt được tốc độ tối đa 400 km/h (250 dặm mỗi giờ) ở độ cao 6.000 m (19.500 ft) và có thể duy trì được như vậy trong vòng 20 phút, trong khi tổng thời gian ở trên không cần thiết là 90 phút. Nó sẽ được trang bị kiểu động cơ mới Junkers Jumo 210 có công suất tối đa khoảng 700 mã lực (522 kW). Nó cũng cần phải được trang bị ít nhất ba súng máy 7,9 mm với 1.000 viên đạn cho mỗi khẩu, hoặc một pháo 20 mm với 200 quả đạn. Một đặc tính khá thú vị khác là yêu cầu áp lực cánh của chiếc máy bay phải dưới 100 kg/m², một cách để khẳng định khả năng lộn vòng và lên cao của chiếc máy bay. Ưu tiên thiết kế của chiếc máy bay tiêm kích là tốc độ bay ngang, tốc độ lên cao và khả năng cơ động (theo thứ tự trên).
Thực ra bản tính năng của đề án R-IV không do nội bộ của T-Amt nghĩ ra. Vào đầu năm 1933 cả Heinkel và Arado đã gửi đến những thiết kế do đầu tư riêng của các hãng này cho một kiểu máy bay tiêm kích cánh đơn, và T-Amt chỉ đơn giản thu nhặt những đặc tính tốt nhất từ cả hai thiết kế này rồi gửi trở lại cho họ, bổ sung thêm hãng Focke-Wulf vào danh sách các nhà thầu. Đến tháng 5 năm 1934 bản dự thảo yêu cầu R-IV được chính thức phát hành. Mỗi nhà thầu được yêu cầu chế tạo ba chiếc nguyên mẫu để được thử nghiệm cạnh tranh trực tiếp vào cuối năm 1934.
Ban đầu Willy Messerschmitt không được mời tham gia vào cuộc cạnh tranh. Điều này chủ yếu là do mối hận thù cá nhân giữa Messerschmitt và giám đốc của RLM là Erhard Milch (Hans Hackman, một bạn thân của Milch, tử nạn khi thử nghiệm chiếc máy bay nguyên mẫu vận tải nhẹ Messerschmitt M20), sau khi chiếc M20 đã tỏ ra là một thảm họa khi sử dụng tại hãng hàng không Lufthansa. Tuy nhiên Messerschmitt lại có uy tín cao trong giới sĩ quan cao cấp của Không quân Đức do sự thành công của kiểu máy bay thể thao Messerschmitt Bf 108 Taifun. Sau một thời gian trì hoãn kéo dài nhiều tháng, Bayerische Flugzeugwerke (BFW: Bavarian Aircraft Manufacturers), mà Messerschmitt đảm trách làm nhà thiết kế chính, được mời tham gia vào đầu năm 1935, cho dù Milch đã hé lộ cho biết rằng họ sẽ không bao giờ thắng được hợp đồng.

### Các đặc tính thiết kế

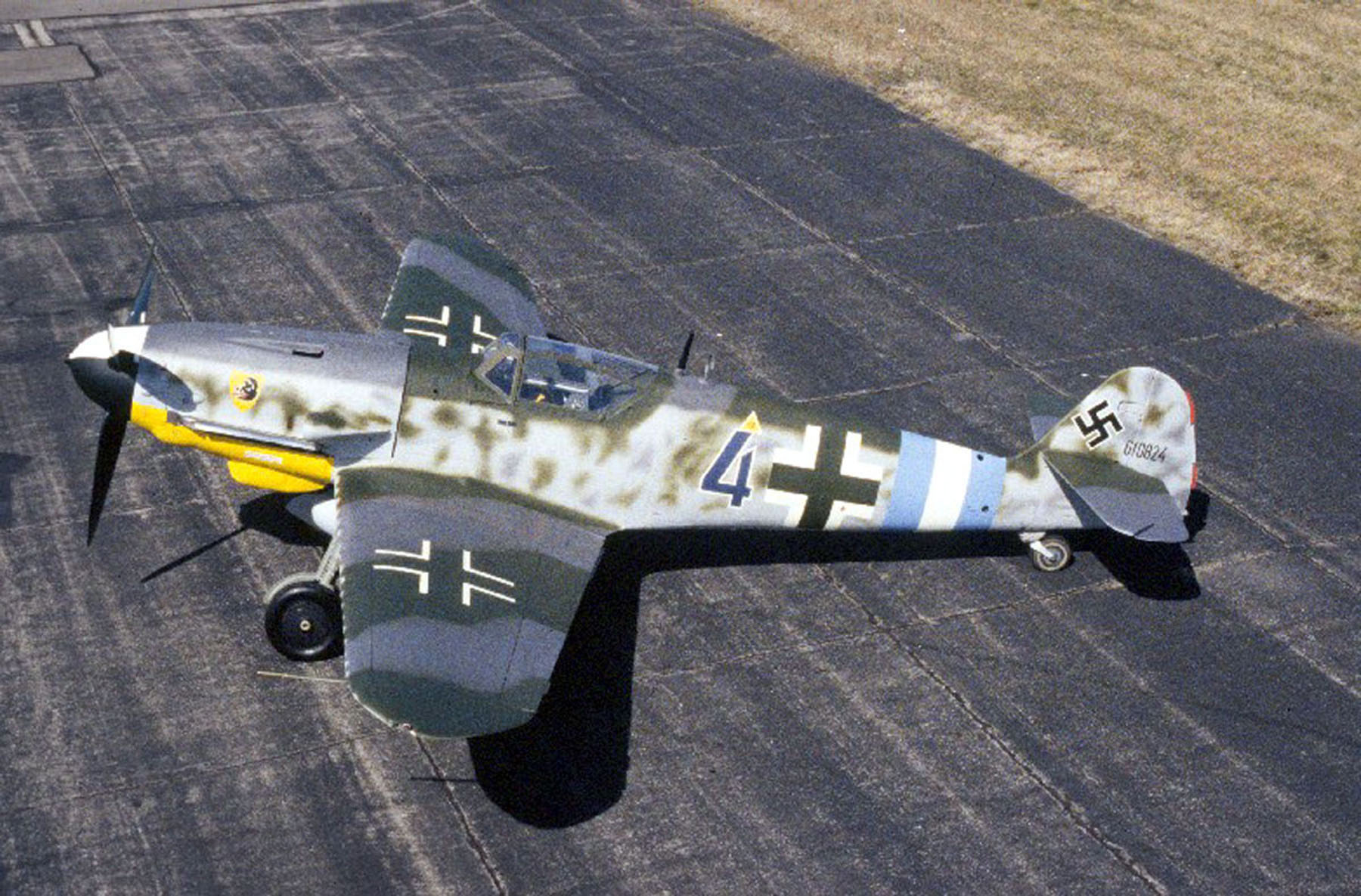
Chiếc Messerschmitt Bf 109G-10 trưng bày tại Bảo tàng Quốc gia Không quân Hoa Kỳ ở Dayton, Ohio.

Cho đến lúc này Messerschmitt đã thiết kế được khá nhiều thành phần của chiếc Bf 109. Giống như chiếc Bf 108, kiểu thiết kế mới dựa trên nguyên tắc "cấu trúc nhẹ cân" của Messerschmitt, vốn nhắm vào việc giảm thiểu tổng số các "điểm cứng" của khung máy bay càng ít càng tốt. Một ví dụ đáng chú ý của nguyên tắc này là gắn tất cả các điểm cấu trúc lên một thành cứng phía trước buồng lái, bao gồm gốc cánh, điểm treo động cơ và bộ càng đáp. Trong cách thiết kế mang tính truyền thống hơn, chúng sẽ được gắn trên các điểm khác nhau của máy bay, và một khung sẽ phân phối lực tải giữa chúng.
Một ưu thế khác đáng chú ý của thiết kế này là, do bộ càng đáp được gắn trực tiếp lên thân máy bay, người ta có thể tháo rời toàn bộ cánh để bảo trì sửa chữa nếu cần, để lại thân máy bay không bị đụng chạm trên càng đáp. Tuy nhiên, điều này cũng có một khiếm khuyết lớn: cách bố trí bộ càng đáp vào thân khiến cho chúng có vệt bánh (khoảng cách giữa hai bánh đáp chính) khá hẹp và làm cho máy bay kém thăng bằng khi ở trên mặt đất. Chiếc Bf 109 vốn nổi tiếng là khó cất cánh và hạ cánh, và nhiều chiếc máy bay tiêm kích đang trông như hoàn hảo đơn giản đã bị lạc hướng hay lật ngược. Sự việc càng làm cho kém hơn khi bộ càng đáp khá dài, khiến cho mũi máy bay hướng lên trên một góc khá so với mặt đất khiến cho tầm nhìn ra phía trước khi lăn bánh trên mặt đất gần như bằng không.
Chiếc Bf 109 chịu ảnh hưởng bởi các tai nạn trên mặt đất do "quay ngoặc" khi cất cánh và hạ cánh trong suốt vòng đời của chúng. Người ta đã ước lượng có khoảng 5% những chiếc Bf 109 bị mất do cách này, thậm chí con số có thể lên đến một phần ba; tuy nhiên, con số được ghi nhận chính thức của Không quân Đức về các tại nạn chỉ có khoảng 1% trong tổng số Bf 109 bị thiệt hại do tai nạn khi hạ cánh hay tai nạn trong thời gian hoạt động ban đầu, một con số tương đương với những máy bay tiêm kích cánh đơn khác được đưa ra hoạt động vào thời đó. Dù vậy, tính chất này chỉ là một vấn đề đối với những phi công mới, đặc biệt là trong giai đoạn cuối của cuộc chiến. Chiếc Spitfire cũng có cùng kiểu càng đáp hạ cánh hẹp, nhưng đã không có những loan truyền rộng rãi về những thiệt hại trong hoạt động do kiểu cấu hình này, và người ta đã suy đoán rằng hiện tượng quay ngoặc này là do cặp bánh đáp chính bị chụm lại. Đa số các phi công Phần Lan báo cáo rằng đa số hiện tượng quay ngoặc rất dễ kiểm soát, nhưng những phi công thiếu kinh nghiệm thường dễ đánh mất chiếc máy bay của mình lúc khởi đầu.
Phản ảnh niềm tin của Willy Messerschmitt về kiểu máy bay cánh đơn nhẹ cân lực cản thấp, vũ khí trang bị được bố trí trên thân chính của máy bay, bao gồm hai súng máy gắn bên trên động cơ và một khẩu thứ ba bắn qua trục cánh quạt dùng động cơ để chống giật. Cách bố trí này giúp cho có được kiểu cánh không mang súng mỏng và nhẹ. Khi khám phá ra rằng Không quân Hoàng gia Anh đã sản xuất những chiếc máy bay tiêm kích trang bị tám súng máy, rõ ràng là chiếc Bf 109 phải được mang theo nhiều vũ khí, nên một kiểu cánh mới được thiết kế với các khẩu súng mới, và sau này là các khẩu pháo 20 mm bắn hướng ra phía trước.
Vào năm 1938 chiếc "Emil" được đưa vào sản xuất, nhưng để cải thiện tính năng bay vốn được cung cấp bởi kiểu động cơ Jumo tương đối nhỏ công suất chỉ đạt từ 600 đến 700 mã lực, kiểu động cơ lớn hơn Daimler Benz DB 601A được sử dụng, cung cấp thêm 300 mã lực với cái giá phải nặng hơn 181,4 kg (400 lb).
Một khía cạnh khác của kỹ thuật cấu trúc này là việc sử dụng một khung cánh duy nhất có tiết diện hình chữ I, được bố trí gần mép trước cánh, tạo nên một hộp chịu lực chắc chắn hình chữ D. Đa số các máy bay vào thời đó dùng hai khung gần mép trước và mép sau, nhưng hộp hình D này chịu lực xoắn tốt hơn, nên loại bỏ bớt được khung phía sau.
Một khác biệt chủ yếu là áp lực cánh lớn hơn rất nhiều so với các thiết kế khác. Trong khi hợp đồng thiết kế R-IV yêu cầu một áp lực cánh nhỏ hơn 100 kg/m², Messerschmitt cho rằng điều này không thỏa đáng. Vì với những động cơ hiện có cho chúng, chiếc máy bay tiêm kích sẽ bay chậm hơn những chiếc máy bay ném bom mà chúng cần đuổi bắt kịp.
Cánh làm phát sinh ra hai loại lực cản, loại lực cản ký sinh do hình dạng của cánh, trong khi lực cản phát sinh là hệ quả của lực nâng. Loại thứ nhất chiếm ưu thế ở tốc độ cao, khi mà dòng chảy không khí chạm phải cánh gây ra lực cản theo tỉ lệ bình phương với vận tốc máy bay. Loại thứ hai chiếm ưu thế ở tốc độ thấp, khi việc thiếu hụt dòng chảy không khí buộc cánh phải hướng vào dòng không khí ở một góc tấn lớn. Vì chiếc máy bay tiêm kích được thiết kế chủ yếu để hoạt động ở tốc độ cao, một kiểu cánh nhỏ hơn sẽ tối ưu hóa cho việc sử dụng ở tốc độ cao.
Mặt yếu của thiết kế này là tính năng bay ở tốc độ thấp sẽ bị ảnh hưởng, vì kiểu cánh nhỏ hơn đòi hỏi dòng không khí lớn hơn tạo ra đủ lực nâng để có thể tiếp tục bay được. Để khắc phục vấn đề này, chiếc Bf 109 bao gồm các thiết bị tăng cường lực nâng tiên tiến trên cánh, bao gồm các cánh mép tự động giương ra ở mép trước cánh, và các cánh nắp lồi khá lớn ở mép sau cánh. Nó cũng bao gồm các cánh tà sẽ giương ra khi các cánh nắp hạ xuống, nhờ đó gia tăng diện tích cánh nắp hiệu quả một khi chúng được giương ra. Khi được dùng, các thiết bị này giúp gia tăng có hiệu quả hệ số lực nâng, làm cho chúng có tính năng bay tốt hơn ở tốc độ thấp và góc tấn lớn.
Một khuyết điểm khác của áp lực cánh lớn là chiếc máy bay tiêm kích sẽ đòi hỏi nhiều động lực hơn để cơ động. Với công suất các kiểu động cơ đang sẵn có bị giới hạn, điều đó có nghĩa là chiếc Bf 109 không thể lượn vòng hẹp như những thiết kế khác có cánh lớn hơn. Các thiết bị tăng cường lực nâng có thể bù đắp phần nào vấn đề này, nhưng chúng cũng làm tăng lực cản và làm chiếc máy bay chậm hơn tương ứng. Cho rằng độ cơ động là ưu tiên cuối cùng trong các tính năng mà RLM mong muốn, Messerschmitt đã tin tưởng rằng các lợi điểm mang lại đáng kể hơn là các khiếm khuyết phải có.

### Những chiếc nguyên mẫu

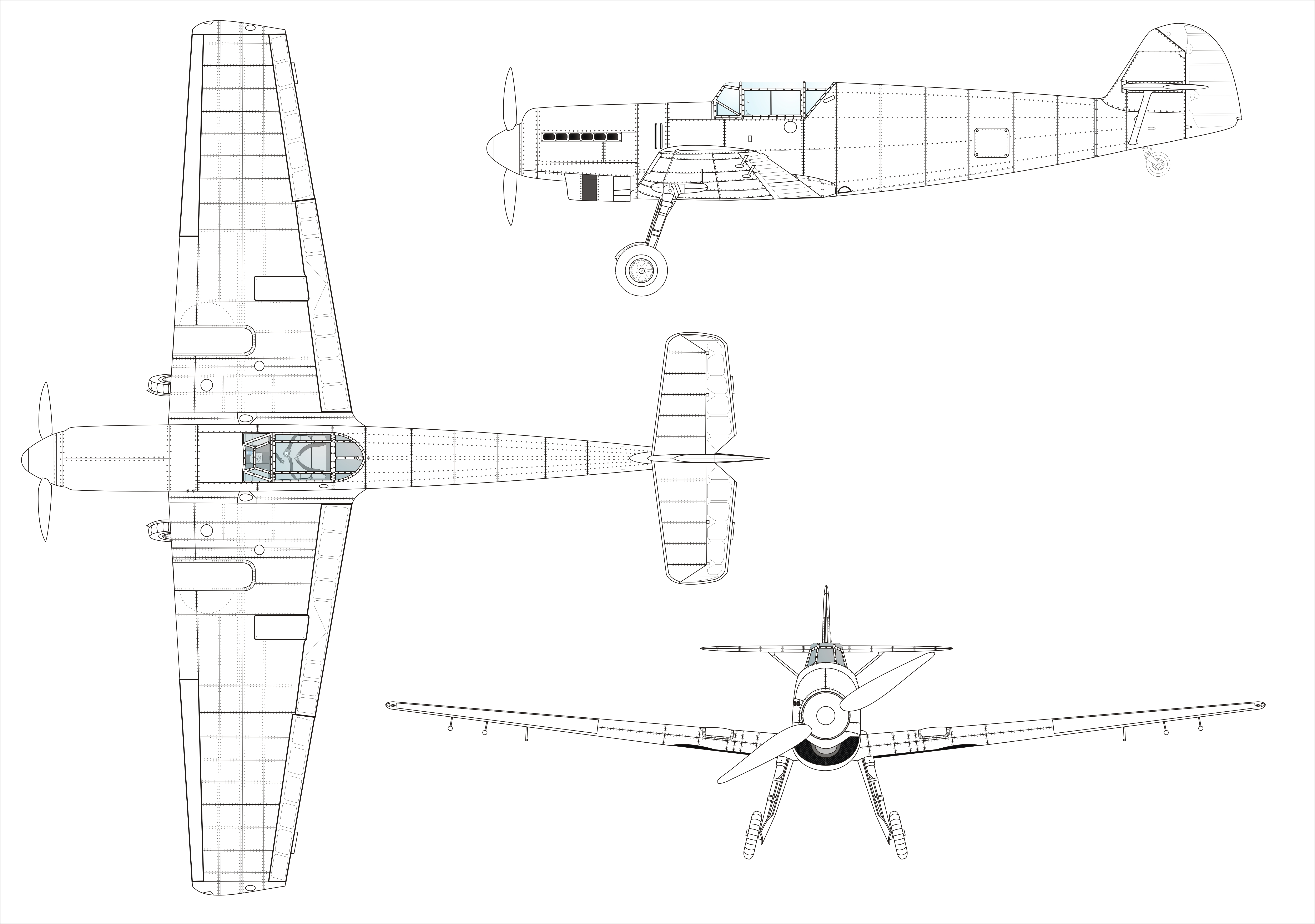
Hình chiếu 3 chiều chiếc Messerschmitt Bf 109 nguyên mẫu V1

Chiếc nguyên mẫu đầu tiên (Versuchsflugzeug 1 hay V1), với số hiệu đăng ký dân sự D-IABI, được hoàn tất vào tháng 5 năm 1935, nhưng các kiểu động cơ Đức đã không sẵn có. Để có thể bay được chiếc nguyên mẫu, RLM có được bốn động cơ Rolls-Royce Kestrel VI bằng cách hoán đổi cùng Rolls-Royce một chiếc máy bay Heinkel He 70 Blitz để thử các động cơ trên nó. Messerschmitt nhận được hai trong số các động cơ đó, và bắt đầu cải biến chiếc V1 để trang bị kiểu động cơ này. Công việc được hoàn tất vào tháng 8, và chiếc V1 hoàn tất các chuyến bay thử nghiệm vào tháng 9 năm 1935. Sau đó nó được gửi đến Trung tâm Thử nghiệm Không quân Đức ở Rechlin để tham gia cuộc cạnh tranh.
Vào cuối mùa hè, kiểu động cơ Jumo cuối cùng cũng có mặt, và chiếc nguyên mẫu V2 được hoàn tất với động cơ Jumo 210A công suất 602 mã lực (449 kW) vào tháng 10 năm 1935. Chiếc V3 tiếp nối sau đó, là chiếc đầu tiên được trang bị vũ khí thực, nhưng một động cơ 210 khác lại không sẵn sàng nên đã trì hoãn chuyến bay đầu tiên của V3 đến tận tháng 5 năm 1936. Giống như chiếc V1, những chiếc V2 và V3 cũng được gửi đến Rechlin sau khi hoàn tất bay thử nghiệm tại xưởng.
Các thông số về tính năng bay của cả ba chiếc gần như tương đương nhau. Tốc độ tối đa đạt được khoảng 470 km/h ở độ cao 4.000 m, và trần bay là vào khoảng 8.300 m.

### Cuộc cạnh tranh
Sau khi các thử nghiệm chấp nhận của Không quân Đức kết thúc tại Rechlin, những chiếc nguyên mẫu được chuyển đến Travemünde cho phần cạnh tranh đối đầu trực tiếp. Thiết kế của Heinkel đến trước tiên vào đầu tháng 2 năm 1936, và những chiếc V1 còn lại cũng đến nơi vào đầu tháng 3 năm 1936.
Do đa số các phi công tiêm kích của Không quân Đức đã quen thuộc với các kiểu máy bay cánh kép dễ chịu có buồng lái mở, lực G gia tốc nhẹ nhàng và dễ điều khiển, thoạt đầu họ rất lo sợ về chiếc Bf 109. Tuy nhiên không lâu sau đó nó trở thành máy bay dẫn đầu trong cuộc cạnh tranh, vì những thiết kế tham gia của Arado và Focke-Wulf đã trở nên lạc hậu một cách vô vọng. Có lẽ điều này không lấy gì làm ngạc nhiên, khi các kiểu này đã được thiết kế hai năm trước, và khi tốc độ thay đổi trong thiết kế máy bay khá nhanh chóng vào thời đó, chúng thật sự ít có khả năng cạnh tranh cùng kiểu Bf 109 hiện đại hơn nhiều.
Sự cạnh tranh đáng kể duy nhất dành cho kiểu Bf 109 là sự tham gia của Heinkel. Dựa trên một phiên bản thu nhỏ chiếc Blitz, kiểu He 112 cho thấy một sự tương tự nhưng khác biệt. Các điểm mạnh của chiếc He 112 bao gồm vệt bánh đáp rộng và sự chắc chắn của bộ càng đáp, tầm nhìn ra phía trước từ buồng lái tương đối tốt hơn, và một áp lực cánh nhẹ hơn giúp nó dễ hạ cánh và có thể cơ động tốt hơn. Nhưng chiếc Bf 109 lại bay được 30 km/h, nhanh hơn chiếc He 112 khi bay ngang, và cũng có ưu thế hơn khi lên cao và bổ nhào. Tuy vậy, kiểu He 112 vẫn được giới lãnh đạo Không quân Đức ưa chuộng hơn.
Có thêm mười chiếc mẫu thuộc cả hai kiểu máy bay được đặt hàng, và chúng được giao dần dần trong những tháng tiếp theo. Tuy nhiên cho đến lúc đó, các mẫu máy bay trang bị động cơ Jumo của cả hai kiểu thiết kế đã sẵn sàng để thử nghiệm, và kiểu dáng suôn thẳng hơn và ít lực cản hơn của chiếc Bf 109 làm cho nó tương đối nhanh hơn khi được trang bị kiểu động cơ công suất yếu hơn.
Ngay cả trước khi những kiểu máy bay tiền sản xuất được gửi đến, cuộc cạnh tranh về căn bản đã kết thúc. Vào tháng 3 năm đó RLM nhận được tin tức rằng kiểu Spitfire của Anh đã được yêu cầu đưa vào sản xuất, gây ra nỗi hoang mang lan rộng. Vào ngày 12 tháng 3, họ công bố một tài liệu về căn bản chứa đựng kết quả của cuộc cạnh tranh, Ưu tiên mua sắm Bf 109. Không gì khác trong suốt mùa hè năm đó có thể làm cho họ thay đổi ý định, và RLM chỉ thị cho Heinkel thiết kế lại chiếc He 112 hoàn toàn, trong khi yêu cầu đưa chiếc Bf 109 vào sản xuất hàng loạt.

### Vũ khí trang bị trên cánh
Đến năm 1937, người ta thấy rõ rằng chiếc Bf 109 được trang bị vũ khí quá yếu, đặc biệt là khi so sánh với tám khẩu súng máy được trang bị cho những chiếc máy bay tiêm kích mới nhất của Không quân Hoàng gia Anh, chiếc Hawker Hurricane và chiếc Supermarine Spitfire. Vấn đề nảy sinh là khi cần trang bị thêm vũ khí, chỗ duy nhất có thể đặt chúng là các cánh. Tuy nhiên, vị trí của các khoang bộ càng đáp, xà dọc chính của cánh và rãnh của cánh làm cho chỗ trống còn lại bị giới hạn chỉ còn hai khoang giữa bộ càng đáp và các rãnh. Chỉ còn chỗ trống dành cho một vũ khí trên mỗi bên cánh, một súng máy MG 17, hoặc một pháo MG FF hay MG FF/M. Phiên bản đầu tiên của chiếc Bf 109 được trang bị súng trên cánh là kiểu C-1, trang bị một khẩu MG 17 trên mỗi cánh gắn ở khoang phía trong. Nhằm tránh việc phải thiết kế lại cánh để chứa được hộp đạn lớn hơn cùng cửa lắp, một cơ chế nạp đạn khác thường được áp dụng khi mà một băng chuyền liên tục chứa 500 viên đạn được nạp dọc theo máng kéo dài ra tận đầu mút cánh. Băng chuyền được nạp quanh một trục xoay rồi quay lại dọc theo cánh, hướng đến trước và bên dưới khóa nòng khẩu súng, hướng đến gốc cánh rồi quanh một trục xoay khác trước khi đến khẩu súng. Nòng súng được đặt trong những ống dài đường kính lớn đặt giữa xà dọc và mép trước của cánh. Những ống này dẫn luồng khí làm mát quanh nòng súng và khóa nòng trước khi thoát ra qua một khe phía sau cánh phía trên các cánh nắp. Chỗ trống khá chật hẹp đến mức một phần của cơ chế khóa nòng của khẩu MG 17 ló ra một lỗ trống trên cấu trúc của cánh nắp.
Khẩu MG FF to và nặng hơn phải được gắn trong khoang ngoài. Một lỗ lớn phải được cắt xuyên qua đai xà dọc cánh cho phép gắn khẩu pháo với đạn được nạp phía trước xà dọc và khối phía sau khóa nòng đặt xuyên qua xà dọc. Ổ đạn 60 viên được đặt trong khoang súng máy, một cửa nhỏ nhô lên ở mặt dưới cánh cần dùng để thay ổ đạn. Toàn bộ vũ khí có thể tháo rời để bảo trì bằng cách tháo nắp ở mép trước. Từ phiên bản Bf 109F có rất ít chiếc Bf 109 được trang bị vũ khí bên trong cánh, và các khẩu súng được gắn thêm trên các cụm súng mang dưới cánh nhưng cũng làm tăng thêm lực cản.

### Kỷ lục về tốc độ
Vào ngày 11 tháng 11 năm 1937, Messerschmitt giành được đôi chút thiện cảm từ Erhard Milch khi phiên bản Bf 109 V13 nâng cao được kỷ lục thế giới về tốc độ của máy bay trang bị động cơ piston lên đến 610,5 km/h (379,38 mph). Chiếc "V13" đã được gắn một phiên bản đua đặc biệt của loại động cơ DB 601, đưa đến kết quả là công suất động cơ được nâng lên 1.650 mã lực trong một thời gian ngắn .
Sau khi chiếc He 112 bị loại bỏ, Heinkel bắt đầu làm việc với kiểu He 100. Vào ngày 6 tháng 6 năm 1938, chiếc He 100 V3 do phi công Ernst Udet điều khiển đã lập được kỷ lục mới là 634,7 km/h (394,4 mph), và sau đó vào ngày 30 tháng 3 năm 1939 phi công thử nghiệm Hans Dieterle đã phá vỡ kỷ lục đó khi đạt được tốc độ 746,6 km/h (463,92 mph) với chiếc He 100 V8. Messerschmitt nhanh chóng lấy lại vị trí dẫn đầu trong cuộc cạnh tranh này. Vào ngày 26 tháng 4 năm 1939, Đại úy phi công Fritz Wendel lái chiếc Bf 209 V1, một kiểu máy bay đua ít có điểm chung với chiếc Bf 109 và được trang bị động cơ DB 601ARJ công suất 1.550 mã lực nhưng có thể tạm thời đạt đến 2.300 mã lực, đã nâng kỷ lục lên đến 755,1 km/h (469,22 mph). Kỷ lục thế giới của một chiếc máy bay động cơ cánh quạt này đã tồn tại cho đến tận năm 1969.

## Các phiên bản

### Bf 109 A/B/C

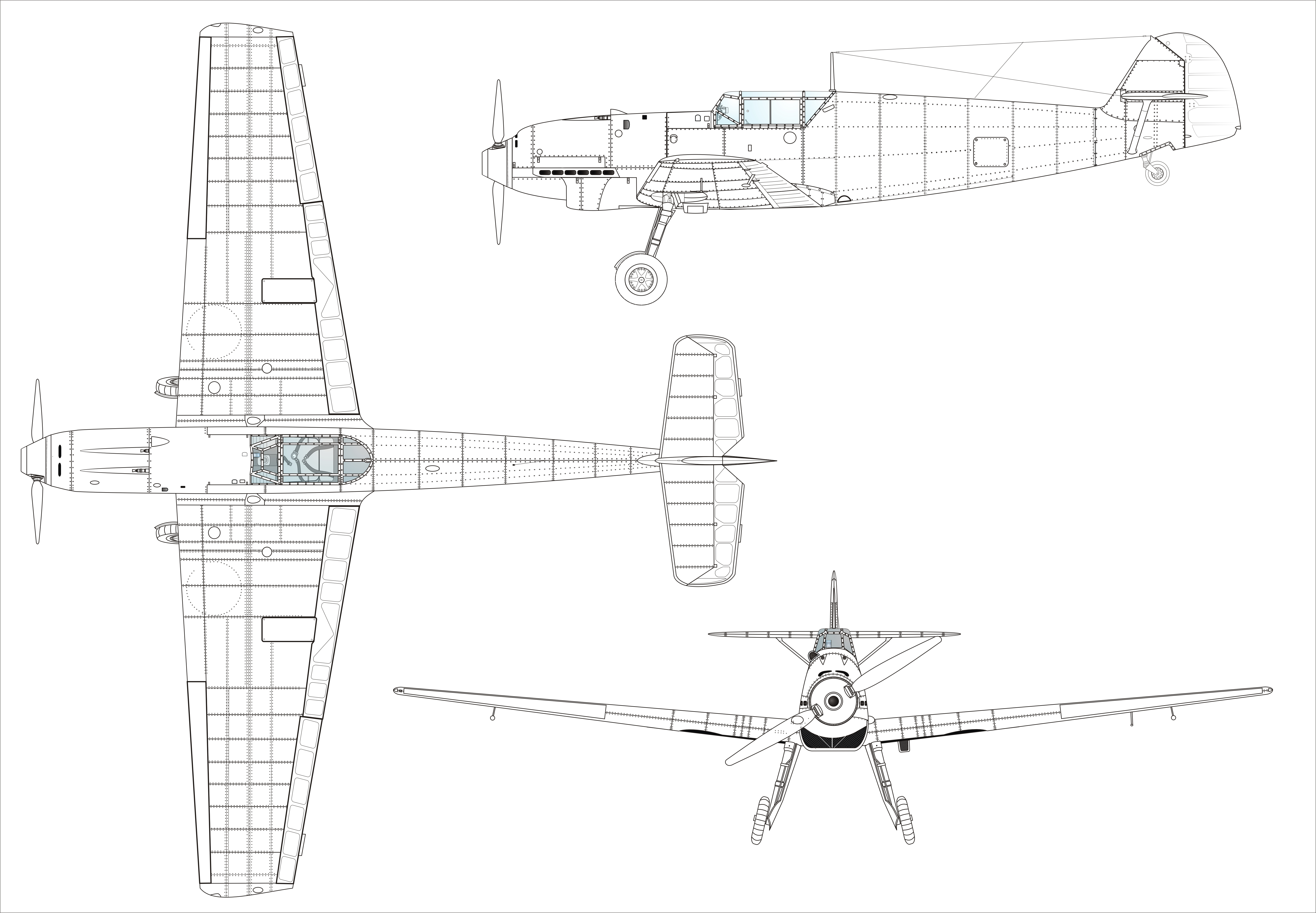
Messerschmitt Bf 109B

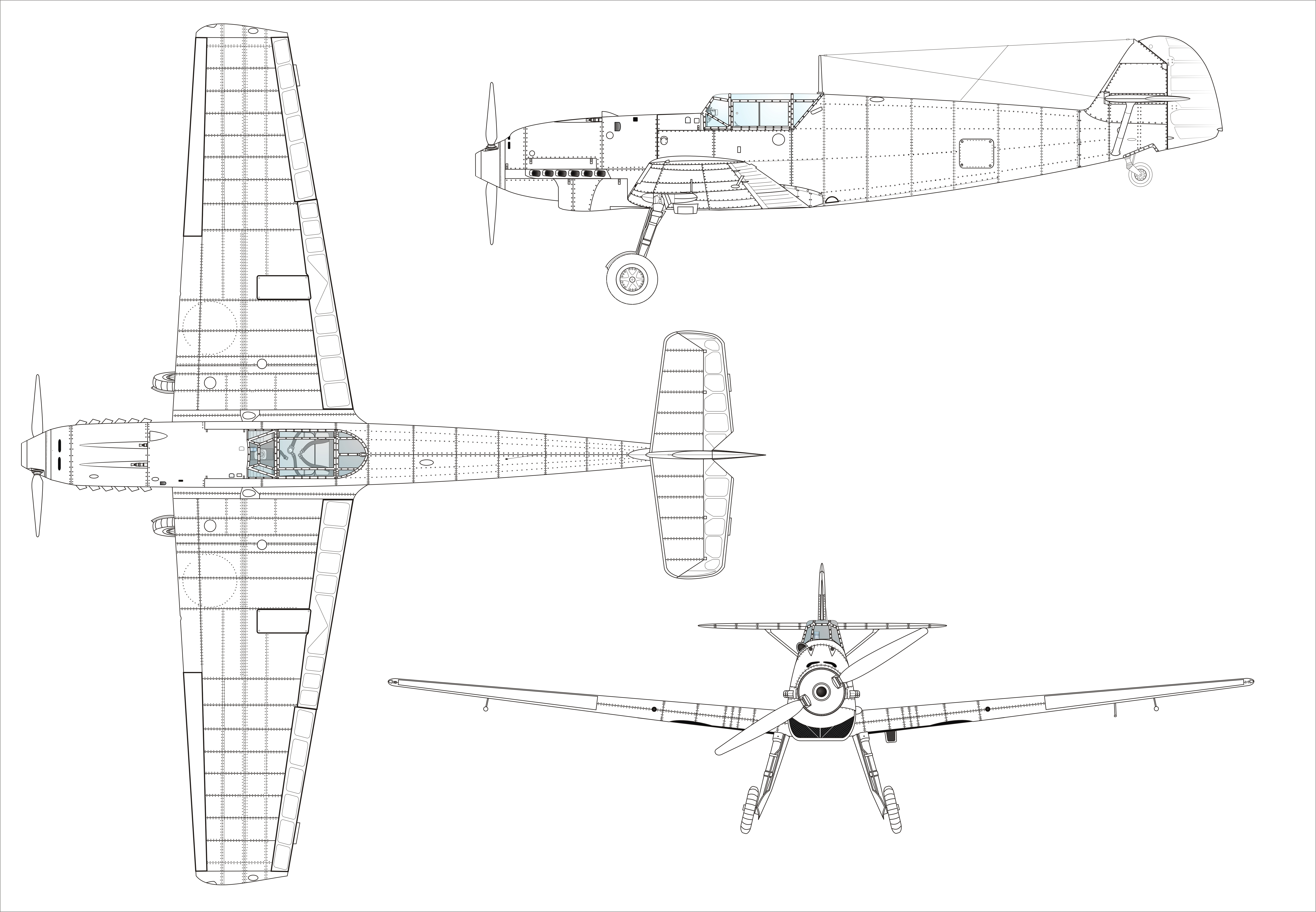
Messerschmitt Bf 109C

Kiểu Bf 109A "Anton" là phiên bản đầu tiên của chiếc Bf 109. Vũ khí trang bị được dự định chỉ bao gồm hai súng máy MG 17 7,92 mm gắn trước mũi trở nên quá yếu, trong khi một khẩu súng máy thứ ba bắn xuyên qua trục cánh quạt lại không thỏa mãn yêu cầu. Chiếc V4 và một số chiếc A-0 được trang bị động cơ Jumo 210B công suất 640 mã lực vận hành một bộ cánh quạt hai cánh có bước góc cánh cố định. Ngay khi kiểu động cơ Jumo 210D công suất 670 mã lực được sẵn sàng, việc sản xuất được chuyển ngay sang loại động cơ mới. Phiên bản A-0 không phải là một kiểu đồng nhất khi có nhiều thay đổi được nhận thấy. Các thay đổi bên ngoài dễ nhận thấy bao gồm động cơ, buồng lái và các khe/lỗ làm mát súng máy, cũng như là bộ làm mát dầu động cơ được thay đổi vị trí nhiều lần để tránh bị quá nóng. Nhiều chiếc phiên bản Bf 109 A-0 phục vụ cùng Binh đoàn Condor và thường bị nhận lầm là thuộc phiên bản Bf 109 B, chúng có thể đã từng hoạt động tại Tây Ban Nha với các ký hiệu chiến thuật từ 6-1 đến 6-16. Một chiếc kiểu A-0, ký hiệu 6-15, bị hết nhiên liệu và bị buộc phải hạ cánh bên kia giới tuyến của đối phương. Nó bị Lực lượng Cộng hòa chiếm được vào ngày 11 tháng 11 năm 1937 và sau đó được chuyển sang Liên Xô để nghiên cứu. Chiếc 6-15 cho thấy có nhiều cải tiến từ chương trình sản xuất phiên bản Bf 109B và được chuẩn bị để trang bị bộ cánh quạt có bước góc cánh thay đổi được.
Theo tài liệu lưu trữ của RLM có 22 máy bay V4 được đặt hàng và giao như là nguyên mẫu của phiên bản A.
Phiên bản chiếc Bf 109 được sản xuất hàng loạt đầu tiên, kiểu Bf 109B "Bruno", được trang bị động cơ Jumo 210D công suất 660 mã lực (493 kW) dẫn động một bộ cánh quạt hai cánh có bước góc cánh cố định. Trong quá trình sản xuất kiểu B-1 một loại cánh quạt có bước góc cánh thay đổi được đưa vào sử dụng và thường được tái trang bị cho những chiếc máy bay sản xuất trước đó, chúng được gọi một cách không chính thức là kiểu B-2. Cả hai phiên bản đều tham gia chiến đấu cùng Binh đoàn Condor trong cuộc Nội chiến Tây Ban Nha, trong quá trình mà thực tế chiến đấu cho thấy vũ khí trang bị vẫn chưa đủ mạnh. Nhiều máy bay được sản xuất với một súng máy gắn trên động cơ nhưng chúng tại tỏ ra rất không tin cậy, hầu như là do sự rung động của động cơ và quá nóng. Vì vậy chiếc Bf 109 V8 được cấu tạo để thử nghiệm gắn thêm hai súng máy trên cánh. Trên kiểu nguyên mẫu V9 tiếp nối cả hai khẩu súng máy trên cánh được thay bằng các khẩu pháo MG FF 20 mm.
Có tổng cộng 341 chiếc Bf 109B thuộc mọi biến thể được chế tạo bởi Messerschmitt, Fieseler và Erla.
Phiên bản ngắn hạn Bf 109C "Caesar" được trang bị động cơ Jumo 210G công suất 690 mã lực với hệ thống phun nhiên liệu trực tiếp. Một thay đổi quan trọng khác là cánh được gia cố giờ đây có thể mang thêm hai khẩu súng máy lên tổng cộng là bốn khẩu MG 17. Kiểu C-1 là phiên bản sản xuất hàng loạt, trong khi kiểu C-2 là một phiên bản thử nghiệm với súng máy gắn trên động cơ. Kiểu C-3 được dự định trang bị khẩu pháo MG FF 20 mm thay cho hai khẩu súng máy MG 17 trên cánh, nhưng người ta không rõ đã có bao nhiêu chiếc C-3 (nếu có) được chế tạo. Kiểu C-4 được dự định trang bị khẩu pháo MG FF trên động cơ.
Có tổng cộng 58 chiếc Bf 109C thuộc mọi biến thể được chế tạo bởi Messerschmitt.
Kiểu tiếp theo, chiếc nguyên mẫu V10, tương tự như chiếc V8 ngoại trừ được trang bị động cơ Jumo 210G. Những chiếc nguyên mẫu V10, V11, V12 và V13 được chế tạo sử dụng khung của phiên bản Bf 109B, và được thử nghiệm với động cơ DB600A với hy vọng gia tăng được tính năng bay của chiếc máy bay. Tuy nhiên kiểu động cơ DB600A lại tỏ ra không được tin cậy, và vì kiểu động cơ cải tiến DB601A sẽ sẵn sàng không lâu sau đó, kiểu động cơ DB600A bị loại bỏ.

### Bf 109D "Dora"

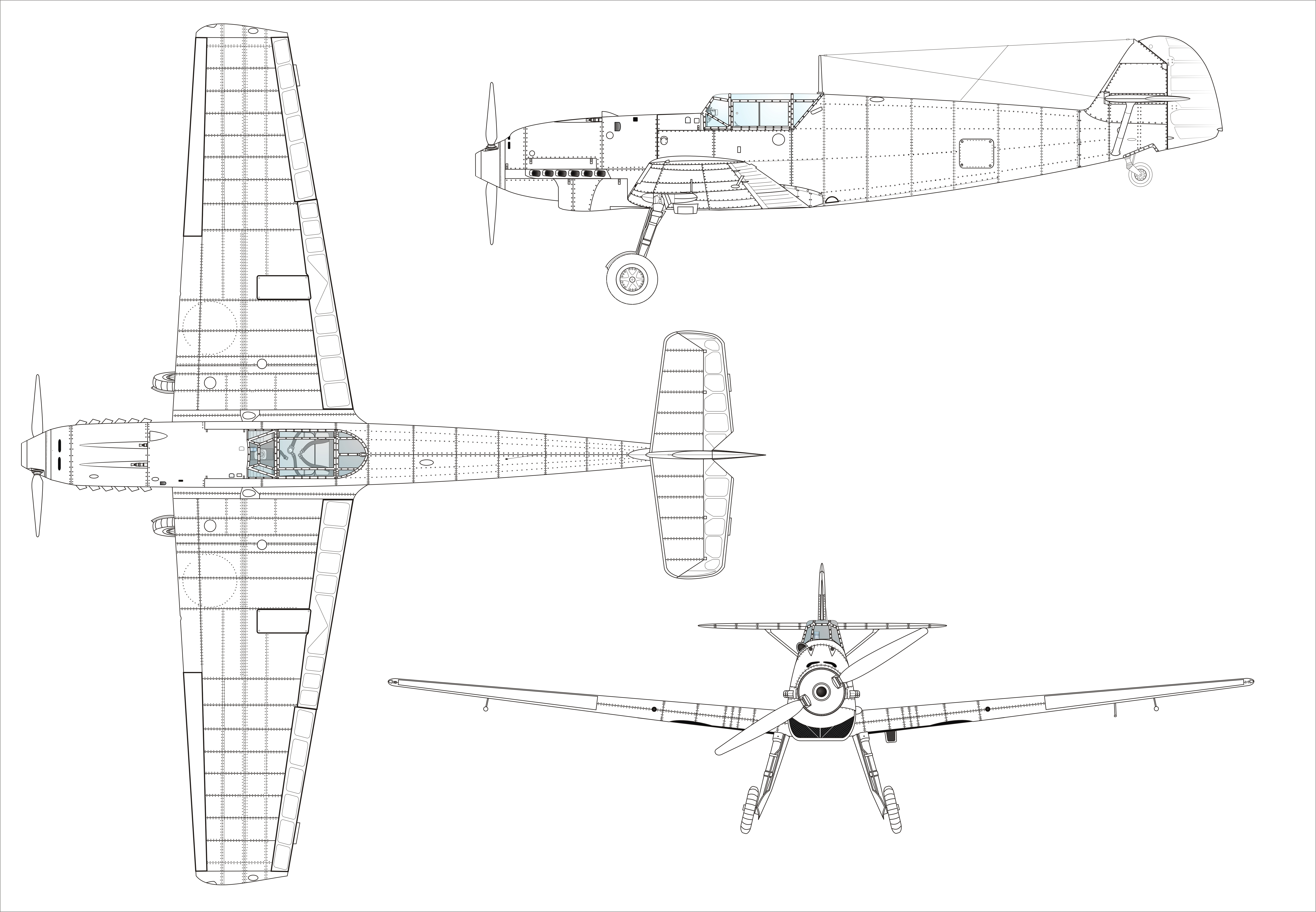
Messerschmitt Bf 109D

Được phát triển từ những chiếc nguyên mẫu V10 và V13, kiểu Dora là phiên bản chuẩn của máy bay Bf 109 phục vụ cùng Không quân Đức trong giai đoạn ngay trước Thế Chiến II. Dù vậy, phiên bản này chỉ có những hoạt động hạn chế trong chiến tranh, vì tất cả 235 chiếc Dora đang phục vụ lúc bắt đầu chiến dịch Ba Lan đã nhanh chóng được rút khỏi phục vụ ở tuyến đầu và được thay thế bởi phiên bản Bf 109E, ngoại trừ một số đơn vị tiêm kích bay đêm, nơi mà một số chiếc tiếp tục hoạt động cho đến đầu năm 1940. Các biến thể bao gồm các kiểu D-0 và D-1, cả hai đều được gắn động cơ Junkers Jumo 210D và được trang bị hai súng máy MG 17 7,92 mm trên cánh và hai súng máy MG 17 trước mũi. Kiểu D-2 là một phiên bản thử nghiệm với một súng máy gắn trên động cơ nhưng cũng bị thất bại lần nữa. Kiểu D-3 cũng tương tự như kiểu C-3 với hai khẩu pháo MG FF 20 mm trên cánh.
Có tổng cộng 647 chiếc Bf 109D thuộc mọi biến thể được chế tạo bởi Focke-Wulf, Erla, Fieseler, Arado và AGO. Messerschmitt được ghi nhận chỉ chế tạo bốn chiếc Bf 109D, có thể là loạt D-0 tiền sản xuất, trong khi việc sản xuất hàng loạt được nhượng quyền cho các nhà sản xuất khác. Nhiều chiếc Bf 109D được bán sang Hungary và Thụy Sĩ.

### Bf 109E "Emil"

Messerschmitt Bf 109E-3

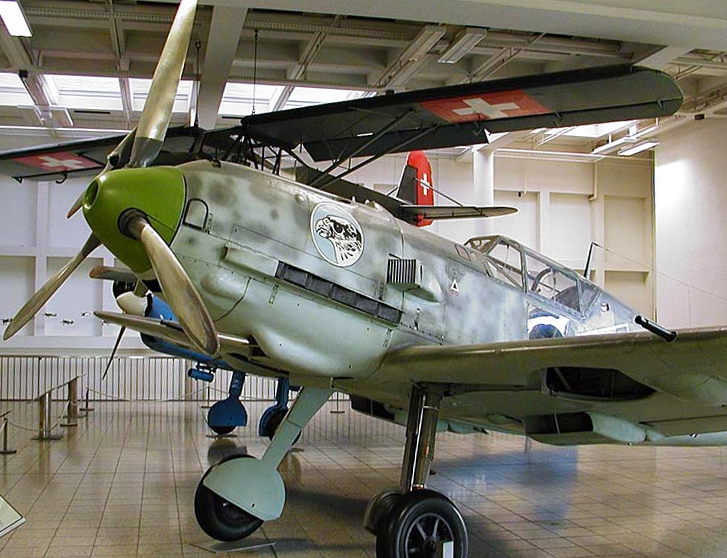
Bf 109E

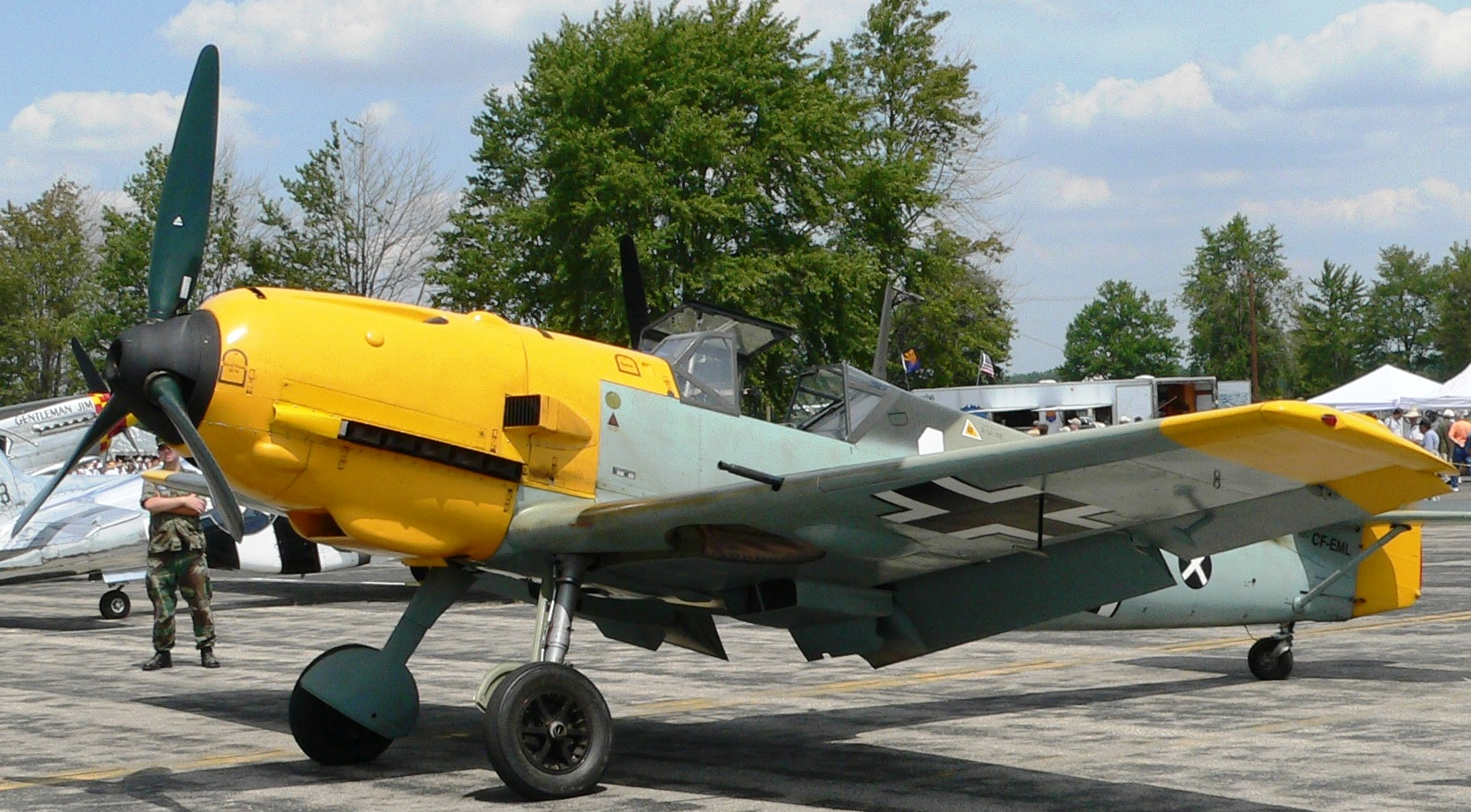
Bf 109E-4

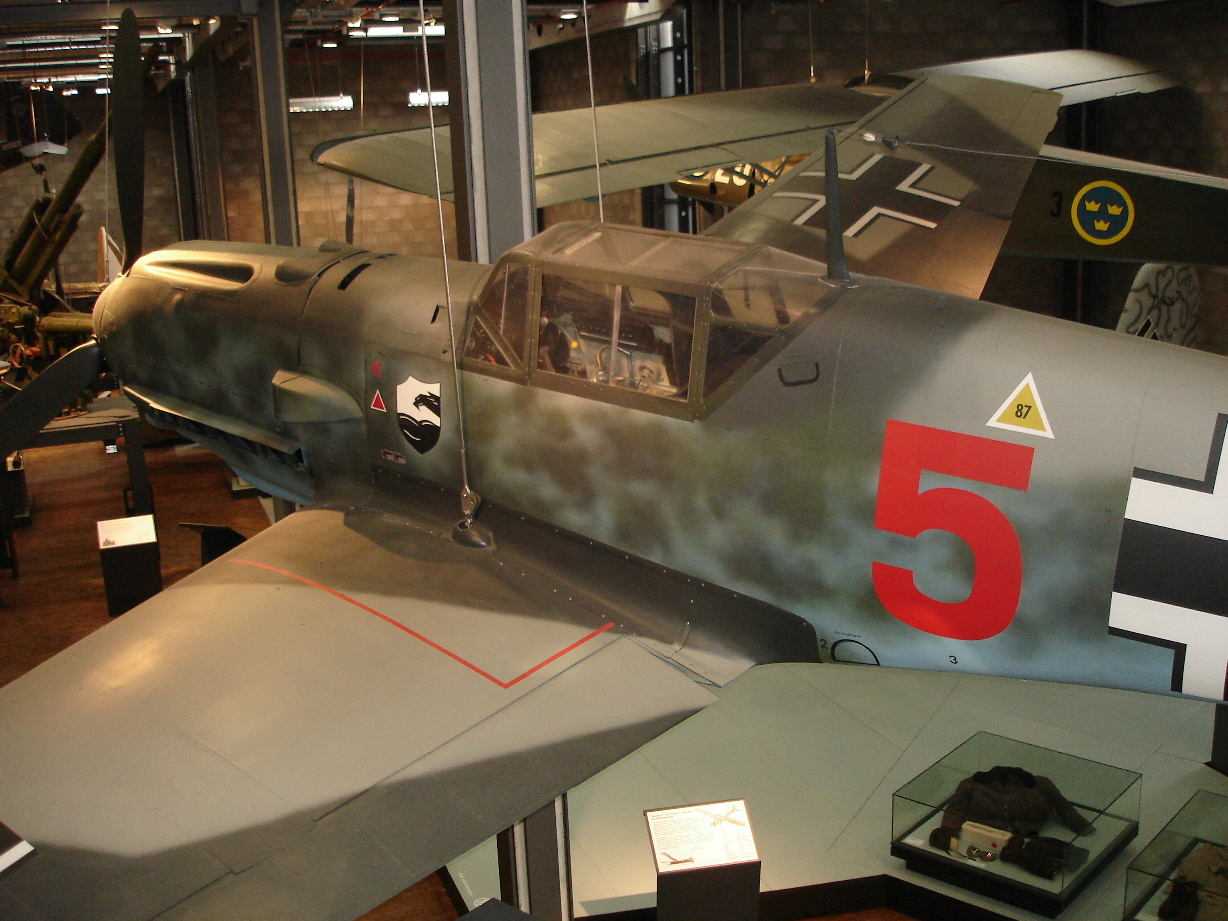
Chiếc Bf 109E trưng bày tại Bảo tàng Kỹ thuật Đức (Berlin).

Để thử nghiệm kiểu động cơ mới DB601A có công suất 1.085 mã lực (809 kW), có thêm hai chiếc nguyên mẫu là chiếc V14 và V15 được chế tạo và chỉ khác nhau về vũ khí trang bị. Chiếc V14 được trang bị hai súng máy MG 17 7,92 mm phía trên động cơ và hai khẩu pháo MG FF 20 mm trên cánh, trong khi chiếc V15 trang bị hai súng máy MG 17 trên động cơ và một pháo MG FF Motorkanone bắn xuyên qua trục cánh quạt. Sau những cuộc bay thử nghiệm, chiếc V14 được xem là có triển vọng hơn và một lô mười chiếc E-0 tiền sản xuất được đặt hàng. Những lô máy bay thuộc biến thể E-1 và E-3 được đưa sang Tây Ban Nha để đánh giá, và chúng lần đầu tiên được đưa ra hoạt động vào giai đoạn cuối cùng của cuộc Nội chiến Tây Ban Nha.
Phiên bản sản xuất của kiểu E-1 giữ lại hai khẩu súng máy MG 17 7,92 mm trên động cơ và có hai súng máy MG 17 trên cánh. Sau này nhiều chiếc được cải biến lên tiêu chuẩn vũ khí của kiểu E-3. Kiểu E-1B là một lô nhỏ E-1 được sản xuất và là kiểu máy bay Bf 109 tiêm kích-ném bom (tiếng Đức gọi là Jagdbomber, nhưng thường gọi tắt là Jabo) lần đầu tiên được đưa ra sử dụng. Chúng được trang bị đế mang bom ETC 250 có thể mang một bom 250 kg, hoặc hai đế ETC 50 mang một bom 50 kg dưới mỗi cánh. Kiểu E-1 cũng được trang bị bộ ngắm súng Reflexvisier "Revi", và mang theo một bộ thu phát radio tầm ngắn FuG 7 Funkgerät 7 có tầm hoạt động hiệu quả khoảng 30-35 dặm.
Có tổng cộng 1.183 chiếc phiên bản E-1 được chế tạo, 110 chiếc trong số đó là kiểu E-1/B.
Biến thể E-2 không được sản xuất vì những nguyên nhân không được biết rõ, có thể là do một nỗ lực khác bị thất bại trong việc trang bị súng máy trên động cơ hay pháo Motorkanone.
Để cải tiến tính năng bay của kiểu Bf 109E, hai chiếc nguyên mẫu thực sự cuối cùng được chế tạo là chiếc V16 và chiếc V17. Chúng có một số cải tiến về cấu trúc và vũ khí trang bị mạnh hơn. Những chiếc nguyên mẫu này là cơ sở của phiên bản Bf 109 E-3. Chúng được trang bị hai súng máy MG 17 trên động cơ và một pháo MG FF trên mỗi cánh. Kiểu E-3 cũng nhận được vỏ giáp bổ sung, thường có thùng nhiên liệu tự hàn kín và trên một số chiếc được trang bị loại động cơ cải tiến DB601Aa công suất 1.159 mã lực (864 kW).
Có tổng cộng 1.276 chiếc phiên bản E-3 được chế tạo, 75 chiếc trong số đó là phiên bản xuất khẩu E-3a không có các thiết bị được xếp loại là bí mật.
Kiểu E-3 được thay thế bởi phiên bản E-4 với nhiều khung máy bay bắt đầu được nâng cấp lên tiêu chuẩn của kiểu E-4 vào lúc khởi đầu Trận Không chiến Anh Quốc. Chúng khác biệt ở nhiều chi tiết nhỏ, đáng kể nhất là khẩu pháo MG-FF/M gắn trên cánh và vỏ giáp bảo vệ đầu phi công được cải tiến. Khẩu pháo MG FF/M bắn ra một loại đầu đạn mới được cải tiến vỏ đạn và được gọi là Minengeschoß (vỏ mìn) được làm bằng thép cán (tương tự như cách mà đạn được làm) thay vì được đúc như kiểu thông thường. Điều này cho phép có một vỏ đầu đạn mỏng nhưng chắc hơn, chỗ trống bên trong lớn hơn chứa được nhiều thuốc nổ hơn so với thông thường. Loại đạn mới đòi hỏi phải cải tiến cơ cấu của khẩu pháo MG FF vì có đặc tính giật khác biệt, đưa đến kiểu pháo mới MG FF/M (tên gọi đặc biệt /M này được cho là phiên bản Motorkanone của khẩu pháo MG FF).
Nóc buồng lái cũng được thiết kế lại thành kiểu "vuông vắn" dễ chế tạo hơn, và giữ nguyên gần như không thay đổi cho đến khi đưa ra kiểu nóc buồng lái 'Erla' trên phiên bản G-6 vào mùa Thu năm 1943. Kiểu E-4 trở thành căn bản cho mọi cải tiến cho phiên bản Bf 109E sau đó. Một số chiếc E-4 và các kiểu sau đó được gắn động cơ cải tiến DB601N hoạt động trên tầm cao công suất 1.159 mã lực (864 kW) dẫn đến thay đổi nhỏ trên tên gọi như E-4/N, lần đầu tiên xuất hiện vào tháng 7 năm 1940. Kiểu E-4 cũng có phiên bản tiêm kích-ném bom với thiết bị tương tự như chiếc E-1/B trước đây. Chúng được biết đến dưới tên gọi E-4/B (gắn động cơ DB 601Aa) và E-4/BN (gắn động cơ DB 601N).
Có tổng cộng 496 thuộc mọi phiên bản E-4 được chế tạo, trong đó có 250 chiếc E-4, 20 chiếc E-4/N, 211 chiếc E-4/B và 15 chiếc E-4/BN.
Cả hai kiểu E-5 và E-6 đều là phiên bản trinh sát hình ảnh với một máy ảnh gắn bên dưới buồng lái. Kiểu E-5 là phiên bản trinh sát của chiếc E-3, trong khi E-6 là phiên bản trinh sát của chiếc E-4/N. Có 29 E-5 chiếc và chín chiếc E-6 được chế tạo.
Chiếc E-7 là phiên bản sản xuất hàng loạt chủ yếu kế tiếp. Nó dựa trên chiếc E-4/B và có khả năng mang thùng nhiên liệu phụ vứt được, nên gia tăng được tầm bay xa một cách đáng kể hoặc mang một bom đề thành kiểu máy bay tiêm kích-ném bom. Vì loại động cơ DB 601N vẫn không sẵn có với số lượng lớn, nhiều chiếc E-7 sử dụng lẫn lộn các loại động cơ DB 601A, Aa hay N, với kiểu sau cùng được đặt tên là E-7/N.
Các biến thể E-1 và E-4 đã tham gia những hoạt động chiến đấu ác liệt trong trận chiến Anh Quốc; đa số những chiếc E-3 đã được chuyển đổi lên tiêu chuẩn E-4. Động cơ DB601 sử dụng phương pháp phun nhiên liệu của chiếc Bf 109 đã chứng tỏ sự hữu ích khi đối đầu những chiếc máy bay tiêm kích Supermarine Spitfire và Hawker Hurricane, vì những chiếc máy bay Anh Quốc sử dụng động cơ có bộ chế hòa khí theo nguyên lý trọng lực, vốn sẽ bị ngắt ở chế độ lực G âm trong khi kiểu động cơ DB601 không bị ảnh hưởng. Do đó chiếc Bf 109 có ưu thế ban đầu khi bổ nhào, cho dù để tấn công hay thoát đi nó đều có thể thoát ra khỏi tầm súng. Chiếc Spitfire lại chứng tỏ là một đối thủ ghê gớm, nhanh tương đương và được cho là cơ động hơn so với chiếc Bf 109 khi lượn vòng ở tốc độ trung bình và tốc độ cao (do áp lực cánh của chiếc Bf 109 lớn hơn). Về đường kính lượn vòng trong không chiến, những chiếc Spitfire và Hurricane có lợi thế nhờ có áp lực cánh thấp hơn (107–117 kg/m²; 22-24 lb/ft²) so với chiếc Bf 109 (156 kg/m²; 32 lb/ft²). Các thử nghiệm của Không quân Hoàng gia Anh trên một chiếc Bf 109 chiếm được đã đưa ra số liệu: đường kính lượn vòng của chiếc Spitfire khi không mất độ cao là 212 m (696 ft) (chiếc Hurricane còn có đường kính lượn vòng hẹp hơn) trong khi của chiếc Bf 109 là 270 m (885 ft) theo tính toán của người Anh có sử dụng các giá trị thừa nhận làm căn bản. Tuy nhiên theo tài liệu hướng dẫn của Đức, đường kính lượn vòng nhỏ nhất là 170 m (558 ft), và phi công tiêm kích của cả hai phía đều cho rằng họ có thể lượn vòng kịp đối thủ trong không chiến. Về tốc độ lộn vòng chiếc Bf 109 có được ưu thế ở tốc độ không chiến, cho dù ở tốc độ cao độ cơ động của cả ba chiếc máy bay tiêm kích, đặc biệt là chiếc Spitfire, bị giới hạn đáng kể. Chiếc Bf 109 có được tính năng điều khiển tốt ở tốc độ gần chòng chành. 
Trong trận chiến Anh Quốc, chiếc Bf 109 gặp phải sự bất lợi do tầm bay ngắn. Sau khi hộ tống các máy bay ném bom từ các căn cứ của chúng ở miền Bắc nước Pháp, Hà Lan và Đức, những chiếc Messerschmitt chỉ có được khoảng 15 phút nhiên liệu để chiến đấu trên bầu trời miền Nam nước Anh trước khi phải quay về. Những chiếc Spitfire và Hurricane, hầu như tác chiến ngay trên sân bay nhà và có tầm bay xa hơn, đã có lợi thế chiến thuật khi có thể ở lại lâu hơn trên vùng không chiến và có được lựa chọn theo đuổi bất kỳ mục tiêu nào nếu cần. 
Hỏa lực của các đối thủ được xem là tương đương, khi chiếc Spitfire và Hurricane có tám súng máy 7,7 mm (0,303 in) trong khi chiếc Bf 109 trang bị hai súng máy MG 17 7,92 mm và hai pháo MG FF 20 mm. Tuy nhiên, khẩu MG FF thỉnh thoảng bị kẹt đạn và có dự trữ đạn nhỏ (60 viên). Công bằng mà nói, khi những chiếc Spitfire sau đó được nâng cấp lên hai khẩu pháo Hispano-Suiza 20 mm, chiếc máy bay Anh ban đầu cũng gặp phải tình trạng kẹt đạn nghiêm trọng của chính họ. Các phi công Không quân Hoàng gia Anh từng lái thử những chiếc Bf 109 chiếm được đã ưa thích tính năng động cơ cũng như sự đáp ứng của tay ga, nhưng phê phán đặc tính điều khiển ở tốc độ cao, bán kính lượn vòng kém, cần điều khiển đòi hỏi lực nặng hơn ở tốc độ cao, và khung nóc buồng lái dày hơn mà theo họ đã tạo ra các điểm mù trong tầm nhìn của phi công.
Vào tháng 8 năm 1940 các cuộc thử nghiệm so sánh đã được tổ chức tại E-Stelle ở Rechlin, và một trong số những người tham dự là phi công Ách nổi tiếng Werner Mölders. Các thử nghiệm đã kết luận rằng chiếc Bf 109 có ưu thế về tốc độ bay ngang và tốc độ lên cao so với chiếc Spitfire ở mọi độ cao, nhưng cũng ghi nhận đường kính lượn vòng nhỏ hơn đáng kể của chiếc máy bay tiêm kích Anh. Người ta đã khuyên rằng không nên tiếp chiến kiểu lượn vòng trừ khi ưu thế về tính năng bay của chiếc Bf 109 có thể phát huy hết hiệu quả. Tốc độ lộn vòng của chiếc Bf 109 được cho là vượt trội cũng như là độ ổn định khi tiếp cận mục tiêu. Bản thân Mölders gọi chiếc Spitfire là "điều bất hạnh của máy bay tiêm kích" do bộ cánh quạt hai bước của nó và bộ chế hòa khí không có khả năng hoạt động ở chế độ lực G âm.
Các biến thể của phiên bản Bf 109E
- E-0 (máy bay tiền sản xuất trang bị bốn súng máy MG 17 7,92 mm)
- E-1 (tương tự kiểu E-0)
  - E-1/B (phiên bản tiêm kích-ném bom của kiểu E-1, thường gắn động cơ DB 601Aa)
- E-2 (không được chế tạo)
- E-3 (vũ khí trang bị gồm hai súng máy MG 17 trên nắp động cơ và một khẩu pháo MG FF trên mỗi cánh, nóc buồng lái được cải tiến)[2]
- E-4 (cải tiến cấu trúc và vỏ giáp, thay khẩu pháo MG FF bằng kiểu MG FF/M. quay lại kiểu nóc buồng lái thông thường)
  - E-4/B (phiên bản tiêm kích-ném bom của kiểu E-4, mang một bom 250 kg, thường gắn động cơ DB 601Aa)
  - E-4/Trop (phiên bản E-4 được cải biến để phục vụ ở các vùng nhiệt đới)
  - E-4/N (phiên bản E-4 gắn động cơ DB601N)
  - E-4/BN (phiên bản tiêm kích-ném bom của kiểu E-4/N, mang một bom 250 kg)
- E-5 (phiên bản trinh sát của kiểu E-3, trang bị máy ảnh và hai súng máy MG 17)
- E-6 (phiên bản trinh sát của kiểu E-4/N, trang bị máy ảnh và hai súng máy MG 17)
- E-7 (tương tự kiểu E-4 nhưng có tùy chọn mang thùng nhiên liệu phụ bên ngoài)
  - E-7/N (tương tự kiểu E-4/N nhưng có tùy chọn mang thùng nhiên liệu phụ bên ngoài)
  - E-7/NZ (còn gọi là E-7/Z, phiên bản E-7/N có thêm hệ thống phun nhiên liệu GM-1)
  - E-7/U2 (phiên bản cường kích của kiểu E-7)
- E-8 (phiên bản tầm xa của kiểu E-1 sử dụng thùng nhiên liệu phụ vứt được của kiểu E-7, trang bị bốn súng máy MG 17)
- E-9 (phiên bản trinh sát của kiểu E-7/N, sử dụng thùng nhiên liệu phụ vứt được, trang bị máy ảnh và hai súng máy MG 17)

### Bf 109F "Friedrich"

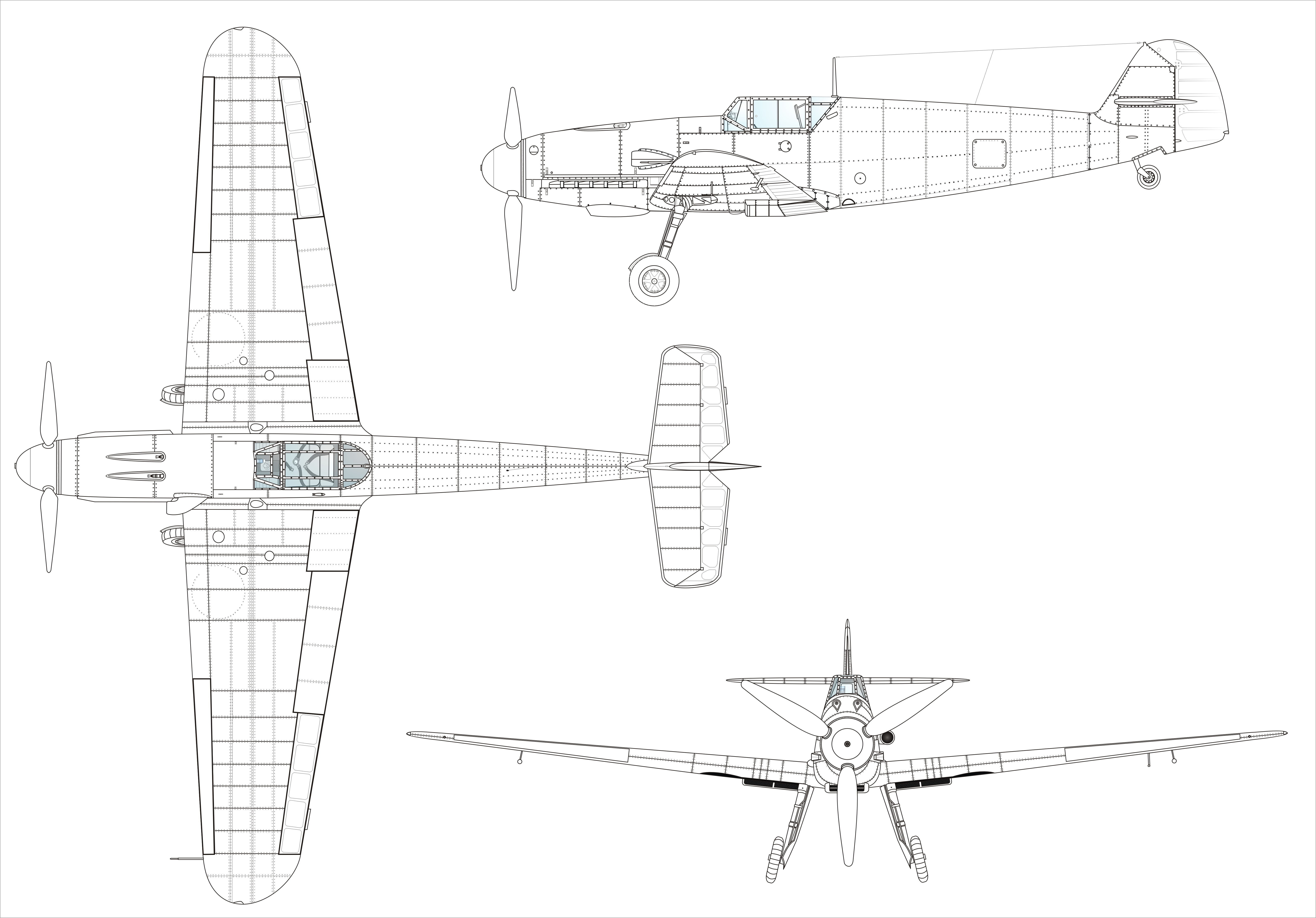
Messerschmitt Bf 109 F-2

Vào tháng 2 năm 1940, một kiểu động cơ cải tiến Daimler-Benz DB601E được phát triển để sử dụng trên chiếc Bf 109. Các kỹ sư của Messerschmitt đã sử dụng một khung máy bay kiểu Bf 109E-1 để gắn kiểu động cơ mới này, mang ký hiệu của Không quân Đức là VK+AB và số hiệu sản xuất là 5604. Thân máy bay suôn thẳng ơn và nắp động cơ được sửa đổi để cải tiến tính năng khí động học. Mối liên hệ với phiên bản tiêu chuẩn E-1 là rõ ràng, vì kiểu cánh hình thang được lấy từ kiểu E-1, cho dù sau này được thay đổi trong quá trình sản xuất phiên bản F. Các cải tiến này đã trở thành kiểu mẫu cho loạt phiên bản Bf 109F. Vì kiểu động cơ DB601E vẫn chưa có với số lượng lớn, phiên bản tiền sản xuất F-0 (biến thể F duy nhất có bộ hút gió siêu tăng áp hình chữ nhật) và các lô sản xuất F-1/F-2 đầu tiên được trang bị kiểu động cơ DB601N công suất 1.175 mã lực (875 kW). Loại động cơ DB601E công suất 1.350 mã lực (1.005 kW) lần đầu tiên được sử dụng trên kiểu F-3 cùng với một bộ cánh quạt lớn hơn để cải thiện tính năng bay.
Vẻ bề ngoài của kiểu Bf 109F khác biệt nhiều so với phiên bản E do có nhiều cải tiến khí động học. Các thanh chống thăng bằng được tháo bỏ, nắp động cơ được tạo dáng cho suôn thẳng hơn, bộ tản nhiệt bên dưới cánh được làm nhỏ đi khá nhiều, lỗ hút gió cho bộ siêu tăng áp được cải tiến thành dạng "ống hút" hình tròn lồi ra nhiều hơn, và từ biến thể F-1 trở đi, các cánh nắp được thay đổi hoàn toàn, sãi cánh được tăng lên 9,92 m, và đầu mút cánh có dạng hình elip nên có thể đã gây nên đôi chút nhầm lẫn với chiếc Spitfire. Việc thiết kế lại cánh đã khiến cho việc bố trí các khẩu súng bên trong cánh là không thực tế, nên việc trang bị vũ khí được cải tiến. Trang bị vũ khí trên kiểu Bf 109F bao gồm hai súng máy MG 17 gắn trên động cơ cùng một khẩu pháo Motorkanone bắn xuyên qua trục cánh quạt: những chiếc phiên bản F đời đầu được trang bị pháo MG FF/M, kiểu F-2 trang bị súng máy MG 151 15 mm, và từ kiểu F-4 trở đi được trang bị pháo MG 151/20 20 mm. Nhiều phi công Ách, đặc biệt là Đại tá Adolf Galland, phê phán việc trang bị vũ khí nhẹ là không đủ cho một phi công trung bình. Thiếu tá Walter Oesau thậm chí còn từ chối bay trên một chiếc F khi nào mà chiếc 'Emil' vẫn còn. Chỉ sau khi thiếu hụt phụ tùng thay thế, ông mới chấp nhận bay một chiếc F. Sau này, việc trang bị các khẩu pháo 20 mm gắn dưới cánh giải quyết được vấn đề về hỏa lực, nhưng phải trả giá về tính năng bay. Ngược lại, Werner Mölders tỏ ra khá hài lòng và cho rằng khẩu súng duy nhất gắn giữa trục là một cải tiến. Có thể việc phê phán về vũ khí trang bị trên phiên bản Bf 109F là do dựa trên biến thể F-2 đời đầu chỉ được trang bị súng máy MG 151/15 15 mm, mà sau này được thay thế bằng loại 20 mm của cùng kiểu vũ khí đó và tỏ ra có hiệu quả cao cho các phi công Ách như Günther Rall.
Những kiểu mẫu Bf 109F đầu tiên đã thử nghiệm không được trót lọt, nên một số chiếc máy bay đã bị rơi hay suýt rơi, do sự rung động làm cho các bề mặt cánh bị cong hay vỡ, hoặc làm gẩy cánh ổn định đuôi. Trong một tai nạn như thế, chỉ huy trưởng Liên đội JG 2 "Richthofen", Wilhelm Balthasar đã bị giết khi ông bị một chiếc Spitfire tấn công đang khi thử nghiệm. Thực hiện một cú cơ động tấn công, cánh máy bay của ông bị gảy rời và Balthasar thiệt mạng sau khi máy bay rơi xuống đất. Điều tra sau tai nạn cho thấy máy bay không trúng bất kỳ một viên đạn nào. Tuy nhiên, sau khi những vấn đề ban đầu được giải quyết sau đó, các phi công nói chung đồng ý rằng phiên bản F là kiểu dễ điều khiển nhất trong mọi phiên bản của chiếc Bf 109.
Các biến thể của phiên bản Bf 109F
- F-0 (máy bay tiền sản xuất chế tạo từ khung phiên bản E, Adolf Galland là một trong số những người đầu tiên lái chiếc này trong chiến đấu)
- F-1 (trang bị một khẩu pháo MG FF/M 20 mm Motorkanone và hai súng máy MG 17 7,92 mm)
- F-2 (trang bị một khẩu súng máy MG 151 15 mm và hai súng máy MG 17)
  - F-2/Trop (phiên bản F-2 được cải biến để phục vụ ở các vùng nhiệt đới)
- F-3 (phiên bản F-2 gắn động cơ 601E, sản xuất với số lượng ít và đa số được nâng cấp lên tiêu chuẩn F-4)
- F-4 (trang bị một khẩu pháo MG 151/20 20 mm và hai súng máy MG 17)
  - F-4 R1 (phiên bản có mục đích đặc biệt, trang bị hai khẩu pháo 20 mm trong gói gắn dưới cánh, chỉ sản xuất số lượng ít)
  - F-4/Z (có thêm hệ thống phun nhiên liệu GM-1)
- F-5 (phiên bản trinh sát của kiểu F-4, chỉ trang bị hai súng máy MG 17)
- F-6 (phiên bản trinh sát của kiểu F-4, cải tiến thiết bị máy ảnh)

### Bf 109G "Gustav"

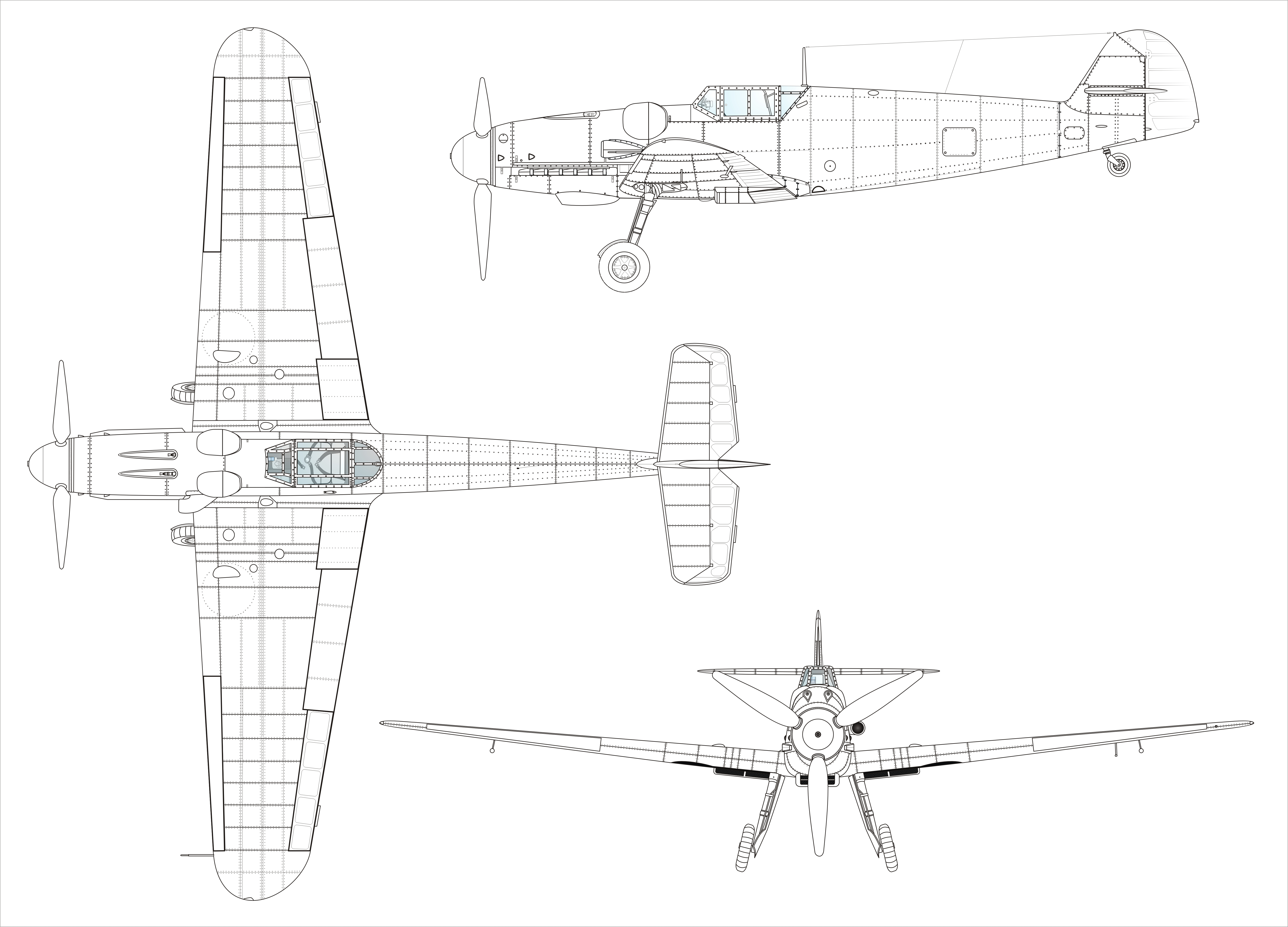
Messerschmitt Bf 109 G-5

Kiểu Bf 109 G được phát triển với những thay đổi nhỏ trên khung máy bay phiên bản F, trang bị động cơ Daimler-Benz DB 605 công suất 1.475 PS (1.454 mã lực, 1085 kW). Các thay đổi bao gồm cấu trúc cánh được tăng cường, một kích chắn gió chống đạn bên trong, bổ sung thêm vỏ giáp bằng hợp kim nhôm nhẹ cho thùng nhiên liệu và bộ tản nhiệt. Các cải tiến bao gồm cấu trúc cánh được tăng cường, một kính chắn gió chống đạn bên trong, bổ sung thêm vỏ giáp bằng hợp kim nhôm nhẹ cho thùng nhiên liệu và bộ tản nhiệt; các nắp đậy cho hốc chứa bánh đáp ban đầu cũng được dự trù, đổi chúng sang dạng vuông; bổ sung thêm hai lỗ hút gió nhỏ để làm mát thêm cho các bu-gi đánh lửa. Phiên bản G được thiết kế linh hoạt để có thể đảm nhiệm các vai trò khác nhau sử dụng các bộ nâng cấp ngoài mặt trận được gọi là Rüstsatze. Kiểu máy bay tiêm kích đánh chặn tầm cao đặc biệt được trang bị bộ tăng lực tầm cao GM 1 và buồng lái được điều áp cũng được sản xuất.
Bản thân kiểu động cơ "mới" Daimler-Benz DB 605 là một phát triển từ kiểu động cơ DB 601E được sử dụng trên phiên bản Bf 109 F-4 trước đó bằng cách nâng cao và cải tiến các chi tiết. Kiểu động cơ DB605 gặp phải những vấn đề về độ tin cậy trong năm đầu tiên hoạt động. Điều này đã buộc các đơn vị Không quân Đức phải giới hạn công suất hoạt động ở mức 1.310 PS (1.292 mã lực, 975 kW) ở mức vòng quay động cơ 2.600 rpm và áp lực ống góp 1,3 ata, cho đến tháng 10 năm 1943, khi công suất tối đa 1.475 PS (1.454 mã lực, 1.085 kW) ở mức vòng quay động cơ 2.800 rpm và áp lực ống góp 1,42 ata được chấp thuận cho sử dụng.
Những chiếc Bf 109G đời đầu trông gần giống kiểu Bf 109 F-4 và cũng được trang bị cùng loại vũ khí căn bản, tuy nhiên trên mọi chiếc Gustav, vũ khí có thể được tăng cường sử dụng các bộ nâng cấp ngoài mặt trận Rüstsatz VI, như là hai pháo MG 151/20 20 mm bố trí trong những cụm dạng xuồng khí động học dưới cánh. Từ mùa Xuân năm 1943, phiên bản G bắt đầu thấy có các bầu trên nắp động cơ khi các khẩu súng máy MG 17 7,92 mm được thay thế bằng súng máy hạng nặng MG 131 13 mm (từ kiểu G-5 trở đi) do loại này có khóa nòng lớn hơn, và trên cánh (do có bánh đáp lớn hơn), khiến cho kiểu Bf 109G-6 có được tên lóng là "Cái Bầu" (tiếng Đức: "Die Beule"). Kiểu G còn được liên tục cải tiến: tầm nhìn của buồng lái, hỏa lực dưới dạng các khẩu pháo MK 108 30 mm được thêm vào thiết kế căn bản vào năm 1943; một bộ siêu tăng áp mới mở rộng dành cho loại động cơ DB605, cánh ổn định đuôi lớn hơn (từ kiểu G-5 trở đi), bộ tăng lực MW-50 vào năm 1944. Đã có ý kiến cho là trọng lượng thêm vào của kiểu động cơ mới và các vũ khí nặng hơn đã ảnh hưởng ngược đến đặc tính điều khiển của chiếc Bf 109, đặc biệt là khi chúng đã có sẵn một áp lực cánh cao. Trong khi về mặt kỹ thuật ý kiến trên là đúng, có một phần không công bằng vì các phân tích cho thấy rằng chỉ có một sự gia tăng trọng lượng nhỏ do việc phát triển, tương đương với xu hướng phát triển của những chiếc máy bay tiêm kích tại Tây Âu.
Kiểu Bf 109G-5 cũng có một phần đuôi bằng gỗ được mở rộng. Cho dù đó là một ưu thế, nó lại nặng hơn đuôi kim loại chuẩn và đòi hỏi phải có một đối trọng gắn trong phần mũi khiến làm tăng thêm trọng lượng chung của biến thể này.

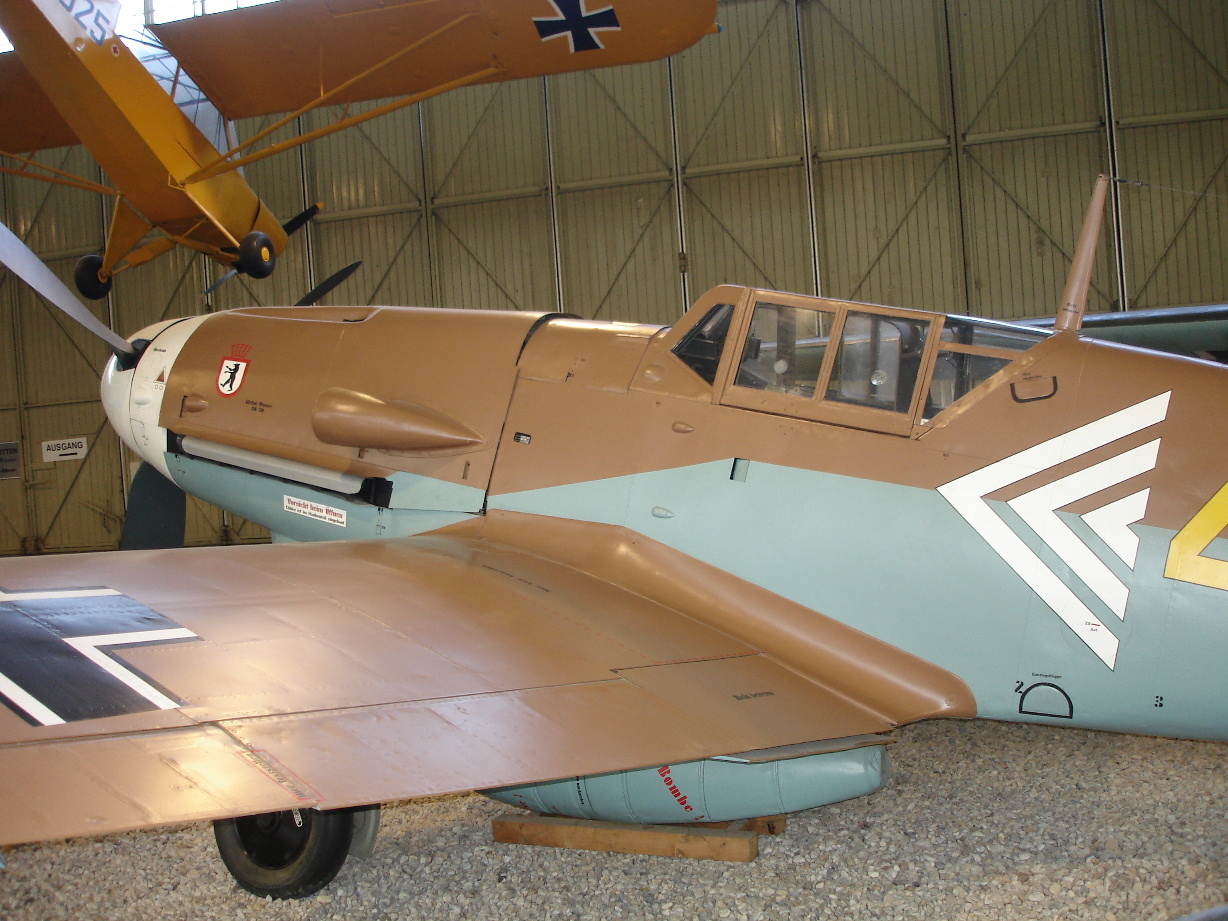
Chiếc Gustav Rödel Bf 109-G2 trưng bày tại Bảo tàng Không quân Đức ở Berlin.

Với chiếc Gustav, một số phiên bản đặc biệt được đưa ra để phù hợp cho các vai trò chuyên biệt khác nhau, trong số đó có thể nêu ra máy bay tiêm kích-trinh sát tầm xa và máy bay tiêm kích đánh chặn. Kiểu đầu tiên có khả năng mang hai thùng nhiên liệu phụ 300 L vứt được trên cánh; kiểu sau có buồng lái được điều áp tạo sự thoải mái cho phi công và bộ tăng lực GM-1 sử dụng nitro oxide để hoạt động ở tầm cao. Kiểu thứ hai có khả năng gia tăng công suất động cơ thêm 300 mã lực ở tầm cao trong một thời gian ngắn, và có tính năng bay ở tầm cao vượt hơn mọi máy bay tiêm kích Đồng Minh đang hoạt động trong giai đoạn 1942-43. 
Kiểu G-1 là biến thể đầu tiên của phiên bản G được sản xuất vào đầu năm 1942 với một buồng lái được điều áp và bộ tăng lực GM-1 sử dụng nitrous oxide, rồi được bổ sung bởi biến thể G-2 không có buồng lái điều áp và bộ tăng lực vài tuần lễ sau đó. Có 167 chiếc biến thể G-1 được chế tạo từ tháng 5 đến tháng 7 năm 1942, và 1.586 chiếc G-2 được chế tạo từ tháng 6 đến tháng 12 năm 1942; cùng một chiếc G-2 được chế tạo tại Győr, Hungary vào năm 1943. tốc độ tối đa của kiểu G-2 là 537 km/h (356 mph) ở độ cao mặt biển và đến 660 km/h (410 mph) ở độ cao 7.000 m (22.966 ft) với áp lực ống góp bị giới hạn ở mức 1,3 ata. Tính năng bay của kiểu G-1 cũng tương đương, nhưng hệ thống tăng lực GM-1 giúp cho nó có thể đạt được tốc độ 680 km/h (422 mph) ở độ cao 12.000 m (39.370 ft).
Vào tháng 9 năm 1942 kiểu G-4 xuất hiện. Nó giống kiểu G-2 về mọi mặt kể cả tính năng bay, ngoại trừ hệ thống radio liên lạc V.H.F. FuG 16 được cải tiến rất nhiều. Cho đến tháng 7 năm 1943, đã có 1.242 chiếc G-4 được sản xuất, và có thêm bốn chiếc được sản xuất tại Győr và tại xưởng của WNF vào nữa cuối năm 1943. Một phiên bản có buồng lái điều áp G-3 cũng được chế tạo, nó tương tự như kiểu G-1 ngoại trừ hệ thống radio liên lạc V.H.F. FuG 16. Chỉ có 50 chiếc biến thể này được sản xuất từ tháng 1 đến tháng 2 năm 1943. 
Vào tháng 2 năm 1943 kiểu G-6 được giới thiệu với kiểu súng máy MG 131 13 mm được sử dụng thay thế cho loại MG 17 7,92 mm. Nhìn bên ngoài thay đổi này làm xuất hiện hai chỗ lồi bên trên các khẩu súng máy và làm giảm tốc độ máy bay đến 9 km/h (5,6 mph).
Có trên 12.000 khung máy bay đã được sản xuất tính cho đến năm 1944; con số chính xác không thể nào xác định được do có nhiều phiên bản và chế tạo lại. Kiểu G-5 tương đương như kiểu G-6 với buồng lái được điều áp, và đã có 475 chiếc được chế tạo từ tháng 5 năm 1943 đến tháng 8 năm 1944. Kiểu G-5/AS là biến thể đầu tiên được trang bị loại động cơ DB 605AS cho các phi vụ ở tầm cao, trong khi các biến thể của các kiểu G-5 và G-6 được trang bị bộ tăng lực GM-1 được gán thêm tên gọi /U2. 
Biến thể G-6/U4 được trang bị khẩu pháo Motorkanone MK 108 30 mm bắn xuyên qua trục cánh quạt thay cho các khẩu pháo MG 151/20 20 mm. Kiểu G-6 vào năm 1943 rất thường được thấy gắn thêm các bộ nâng cấp dùng để mang bom hay thùng nhiên liệu phụ vứt được, được sử dụng như máy bay tiêm kích bay đêm hay để tăng cường hỏa lực bằng cách bổ sung thêm rocket hay cụm súng gắn ngoài. Cũng trong năm 1943, một số cải tiến dần dần được giới thiệu: vỏ giáp bằng kính tựa đầu ("Galland Panzer") (đầu năm 1943), nóc buồng lái trong suốt "Erla Haube" (mùa Thu năm 1943) giúp cải thiện tầm nhìn đặc biệt là về phía sau, và một phần đuôi cao hơn giúp cải thiện độ ổn định ở tốc độ cao. Việc áp dụng ống phóng cối/rocket WGr. 21 cm dưới cánh và pháo MK 108 30 mm giúp tăng cường hỏa lực. Một số lô sản xuất của chiếc Gustav được trang bị các cánh tà Flettner để làm giảm lực cản ở tốc độ cao. Các thiết bị radio/dẫn đường tiên tiến cũng được áp dụng.

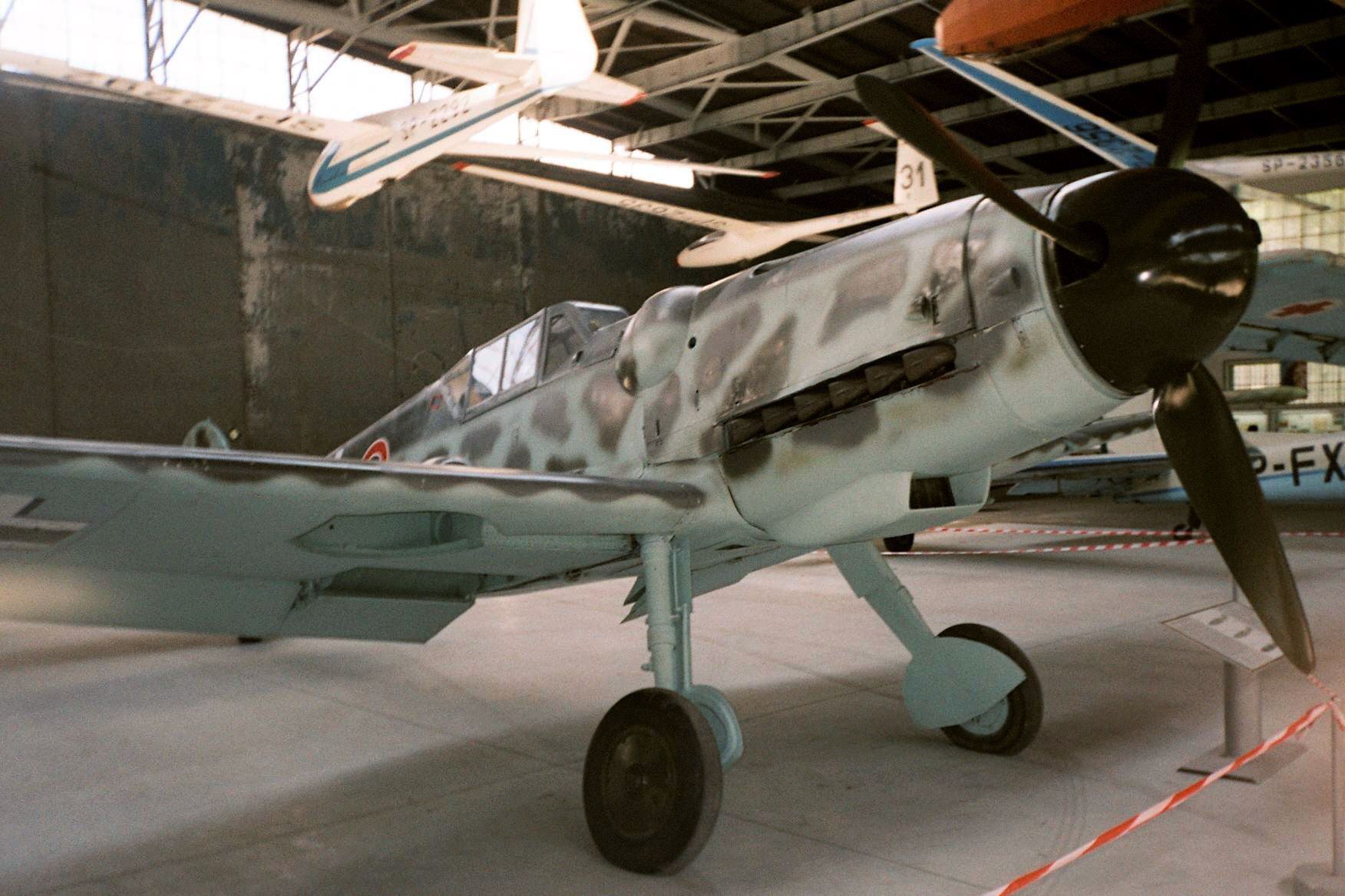
Chiếc Bf 109G-6 trưng bày tại Bảo tàng Hàng không Ba Lan ở Kraków

Các biến thể tiếp theo của phiên bản Bf 109G về căn bản là cải biến dựa trên cơ sở kiểu G-6. Vào đầu năm 1944, các kiểu động cơ mới, như là kiểu DB 605AS với bộ tăng áp lớn hơn nhằm cải thiện tính năng bay ở tầm cao, hay kiểu DB 605AM với bộ phun nước MW-50 cải thiện tính năng bay ở tầm trung và tầm thấp, hoặc kiểu DB 605ASM với cả hai tính năng trên được giới thiệu cho phiên bản Bf 109 G-6. Tốc độ tối đa của kiểu G-5/G-6 đạt đến 500–510 km/h (311-317 mph) ở độ cao mặt biển và đến 625–630 km/h (388-391 mph) ở độ cao 6.600 m (21.654 ft) với áp lực ống góp bị giới hạn ở mức 1,3 ata. Khi sử dụng áp lực ống góp tối đa 1,42 ata, tốc độ tối đa đạt đến 530 km/h (329 mph) và 640 km/h (398 mph) tương ứng (các số liệu này không sử dụng các tính năng tăng tốc MW-50 hay GM-1).
Kiểu G-8 là một phiên bản trinh sát chuyên dụng dựa trên kiểu G-6. Chiếc G-8 thường chỉ trang bị pháo Motorkanone hay súng máy trên nắp động cơ, và có nhiều tiểu biến thể khác nhau dành cho các phi vụ trinh sát tầm ngắn hay tầm xa, với rất nhiều khác biệt về loại máy ảnh và thiết bị radio liên lạc được sử dụng.
Kiểu G-14, bắt đầu xuất hiện từ giữa năm 1944, về căn bản là một kiểu Bf 109G-6 với các nâng cấp đã nêu trên được chuẩn hóa, và với bộ phun nước/methanol MW-50 giúp tăng công suất động cơ lên 1.800 mã lực trở thành một thiết bị tiêu chuẩn. Các biến thể tầm cao của kiểu G-14 được gắn động cơ DB 605ASM và được đặt tên là G-14/AS. Đã có xu hướng ngày càng tăng cường sử dụng gỗ trên các chi tiết ít quan trọng như cánh đuôi, ghế ngồi của phi công hay bảng điều khiển, không chỉ do thiếu hút các vật tư chiến lược như nhôm như thường được kể, mà còn do việc huy động công nghiệp đồ gỗ tham gia vào quá trình sản xuất giúp giải phóng bớt năng lực sản xuất của ngành công nghiệp kim loại.
Kiểu G-10 là một nỗ lực nhằm bắt kịp tính năng của kiểu Bf 109G-6/G-14 đã được khẳng định, với kiểu động cơ mới DB 605D mạnh mẽ hơn mà chỉ gây gián đoạn tối thiểu cho dây chuyền sản xuất. Cho dù được đặt tên như vậy, G-10 chỉ được đưa vào hoạt động sau kiểu G-14 và gần tương đương kiểu K-4 vào tháng 11 năm 1944. Những chiếc kiểu G-10 sản xuất đời đầu sử dụng thân máy bay lấy từ dây chuyền sản xuất kiểu G-14, có thể đây là nguồn gốc của sự lẫn lộn khỉ nhiều tác giả vẫn tin rằng nhiều chiếc G-10 được chế tạo dựa trên các thân máy bay được tái sử dụng. Thay đổi dễ nhận biết nhất là việc sử dụng một các tiêu chuẩn kiểu nóc buồng lái "Erla-Haube", đôi khi được gọi nhầm là kiểu "Galland". Kiểu nóc buồng lái này cải thiện tầm nhìn của phi công bằng cách giảm thiểu số trụ chống, vốn thường bị phê phán trước đây. Kiểu G-10 được sản xuất với số lượng đáng kể, với khoảng 2.600 chiếc G-10 được sản xuất cho đến khi chiến tranh kết thúc. Các kiểu Bf 109 G-10, G-5 trang bị động cơ AS, G-6 và G-14 cũng như kiểu K-4 được cải tiến bầu che khóa nòng của khẩu súng máy MG 131 gắn trên nắp động cơ, có dạng kéo dài ra và suôn thẳng hơn nhưng khó nhận thấy từ phía trên các tấm che nắp động cơ, vì bộ siêu tăng áp lớn hơn dành cho động cơ đòi hỏi phải thiết kế lại nắp động cơ.
Một biến thể khác tương tự cũng được sản xuất là kiểu Bf 109 G-12. Đây là một phiên bản Bf 109 huấn luyện hai chỗ ngồi và hiếm khi được trang bị nhiều hơn hais úng máy trên nắp động cơ. Chỗ trống cần thiết cho buồng lái thứ hai có được bằng cách giảm trữ lượng nhiên liệu bên trong chỉ còn 240 L nên chúng gần như luôn luôn phải sử dụng thùng nhiên liệu phụ 300 L vứt được như là một trang bị tiêu chuẩn. Kiểu G-12 được chế tạo sử dụng thân máy bay của nhiều biến thể G khác nhau, một số chiếc dựa trên kiểu G-2 nhưng nhiều chiếc khác được chế tạo bằng thân G-1, G-4 và G-6 được chế lại hay sửa chữa.
 Các tiểu phiên bản và biến thể Bf 109G 
Các biến thể căn bản có thể được trang bị các bộ bổ sung tiêu chuẩn "Rüstsatz" ngoài mặt trận, trong thực tế có nghĩa là mang thêm một số loại trang bị bổ sung như là thùng nhiên liệu phụ vứt được, bom hoặc pháo vào các điểm gắn tiêu chuẩn, hiện diện trên tất cả các máy bay được sản xuất. Máy bay còn có thể được cải biến tại xưởng với các bộ cải biến Umrüst-bausatz, gọi tắt là Umbau, hay bằng cách thêm các thiết bị bổ sung, được gọi là Rüstzustand, để biến cải khung máy bay căn bản cho các vai trò đặc biệt - ví dụ như một máy bay tiêm kích trinh sát hay một máy bay tiêm kích hoạt động trong thời tiết xấu.
Các bộ nâng cấp Rüstsatz được đặt tên bằng ký tự R và một số La Mã. Bộ nâng cấp Rüstsatz khi được trang bị không làm thay đổi tên gọi của chiếc máy bay. Ngược lại, các bộ nâng cấp Umbau hay Rüstzustand được nhận biết bằng ký tự /R hay /U cùng một số Ả-rập phía sau tên máy bay, ví dụ như Bf 109 G-10/U4
Các bộ nâng cấp Rüstsatz dành cho Bf 109G
- R I đế mang bom dưới bụng dành cho bom 250 kg
- R II đế mang bom dưới bụng dành cho 4 x bom 50 kg
- R III thùng nhiên liệu phụ vứt được dưới bụng (300 L/79 US gallon)
- R IV hai cụm pháo MK 108 30 mm dưới cánh (không đưa vào hoạt động)
- R VI hai cụm pháo MG151/20 20 mm dưới cánh

Các bộ nâng cấp Umrüst-Bausatz [Umbau]
- U1 Bộ cánh quạt Messerschmitt P6 có bước cánh quay ngược được để sử dụng như phanh hãm, chỉ có các chiếc nguyên mẫu
- U2 Bộ tăng lực động cơ GM-1, vào năm 1944 hàng trăm chiếc được cải biến sang kiểu tăng lực MW-50
- U3 Phiên bản trinh sát, vào mùa thu năm 1943 kiểu G-6/U3 trở thành phiên bản sản xuất G-8
- U4 Pháo MK 108 Motorkanone 30 mm gắn trong động cơ

Các biến thể được biết đến
- G-1 (máy bay tiêm kích với buồng lái điều áp, trang bị bộ tăng lực GM 1)
  - G-1/R2 (máy bay tiêm kích trinh sát)
  - G-1/U2 (máy bay tiêm kích tầm cao, trang bị bộ tăng lực GM-1)
- G-2 (máy bay tiêm kích hạng nhẹ)
  - G-2/R1 (máy bay tiêm kích-ném bom tầm xa JaboRei- với 2 thùng nhiên liệu phụ 300 L vứt được dưới cánh, một bom 500 kg dưới thân, bánh đáp đuôi kéo dài để mang bom lớn)
  - G-2/R2 (máy bay tiêm kích trinh sát)
  - G-2/trop (máy bay tiêm kích nhiệt đới hóa)
- G-3 (máy bay tiêm kích với buồng lái điều áp, tương tự kiểu G-1 với thiết bị radio FuG 16 V.H.F.; chỉ có 50 chiếc được chế tạo)
- G-4 (máy bay tiêm kích)
  - G-4/R2 (máy bay tiêm kích trinh sát)
  - G-4/R3 (máy bay tiêm kích trinh sát tầm xa, với 2 thùng nhiên liệu phụ 300 L vứt được dưới cánh)
  - G-4/trop (máy bay tiêm kích nhiệt đới hóa)
  - G-4/U3 (máy bay tiêm kích trinh sát)
  - G-4y (máy bay tiêm kích chỉ huy)
- G-5 (máy bay tiêm kích với buồng lái điều áp)
  - G-5/U2 (máy bay tiêm kích tầm cao, trang bị bộ tăng lực GM1)
  - G-5/U2/R2 (máy bay tiêm kích trinh sát tầm cao, trang bị bộ tăng lực GM1)
  - G-5/AS (máy bay tiêm kích tầm cao, trang bị động cơ DB605AS)
  - G-5y (máy bay tiêm kích chỉ huy)
- G-6 (máy bay tiêm kích hạng nhẹ)
  - G-6/R2 (máy bay tiêm kích trinh sát, trang bị bộ tăng lực MW 50)
  - G-6/R3 (máy bay tiêm kích trinh sát tầm xa, với 2 thùng nhiên liệu phụ 300 L vứt được dưới cánh)
  - G-6/trop (máy bay tiêm kích nhiệt đới hóa)
  - G-6/U2 (máy bay tiêm kích trang bị bộ tăng lực GM-1)
  - G-6/U3 (máy bay tiêm kích trinh sát)
  - G-6/U4 (máy bay tiêm kích trang bị pháo MK108 Motorkanone 30 mm lắp trên động cơ)
  - G-6y (máy bay tiêm kích chỉ huy)
  - G-6/AS (máy bay tiêm kích tầm cao, trang bị động cơ DB605AS)
  - G-6/ASy (máy bay tiêm kích chỉ huy tầm cao)
  - G-6N (máy bay tiêm kích bay đêm, thường với R6 và radar FuG 350Z Naxos)
  - G-6/U4 N (như G-6N nhưng với pháo MK 108 Motorkanone 30 mm lắp trên động cơ)
- G-8 (máy bay tiêm kích trinh sát như G-6/U3, máy ảnh lắp phía sau buồng lái)
- G-10 (máy bay tiêm kích hạng nhẹ, trang bị động cơ DB605D/DM/DBM)
  - G-10/R2 (máy bay tiêm kích thời tiết xấu với bộ lái tự động PKS 12)
  - G-10/R5 (máy bay tiêm kích trinh sát)
  - G-10/U4 (máy bay tiêm kích trang bị pháo MK108 Motorkanone 30 mm lắp trên động cơ)
- G-12 (máy bay huấn luyện hai chỗ ngồi, chế tạo từ nhiều chiếc phiên bản cũ hơn từ G-1 đến G-6)
- G-14 (máy bay tiêm kích đời G-6 được sản xuất chuẩn hóa, trang bị bộ tăng lực MW 50)
  - G-14/AS (máy bay tiêm kích tầm cao, trang bị động cơ DB605ASM)
  - G-14/ASy (máy bay tiêm kích chỉ huy tầm cao)
  - G-14y (máy bay tiêm kích chỉ huy)
  - G-14/U4 (máy bay tiêm kích trang bị pháo MK108 Motorkanone 30 mm lắp trên động cơ)

### Bf 109H

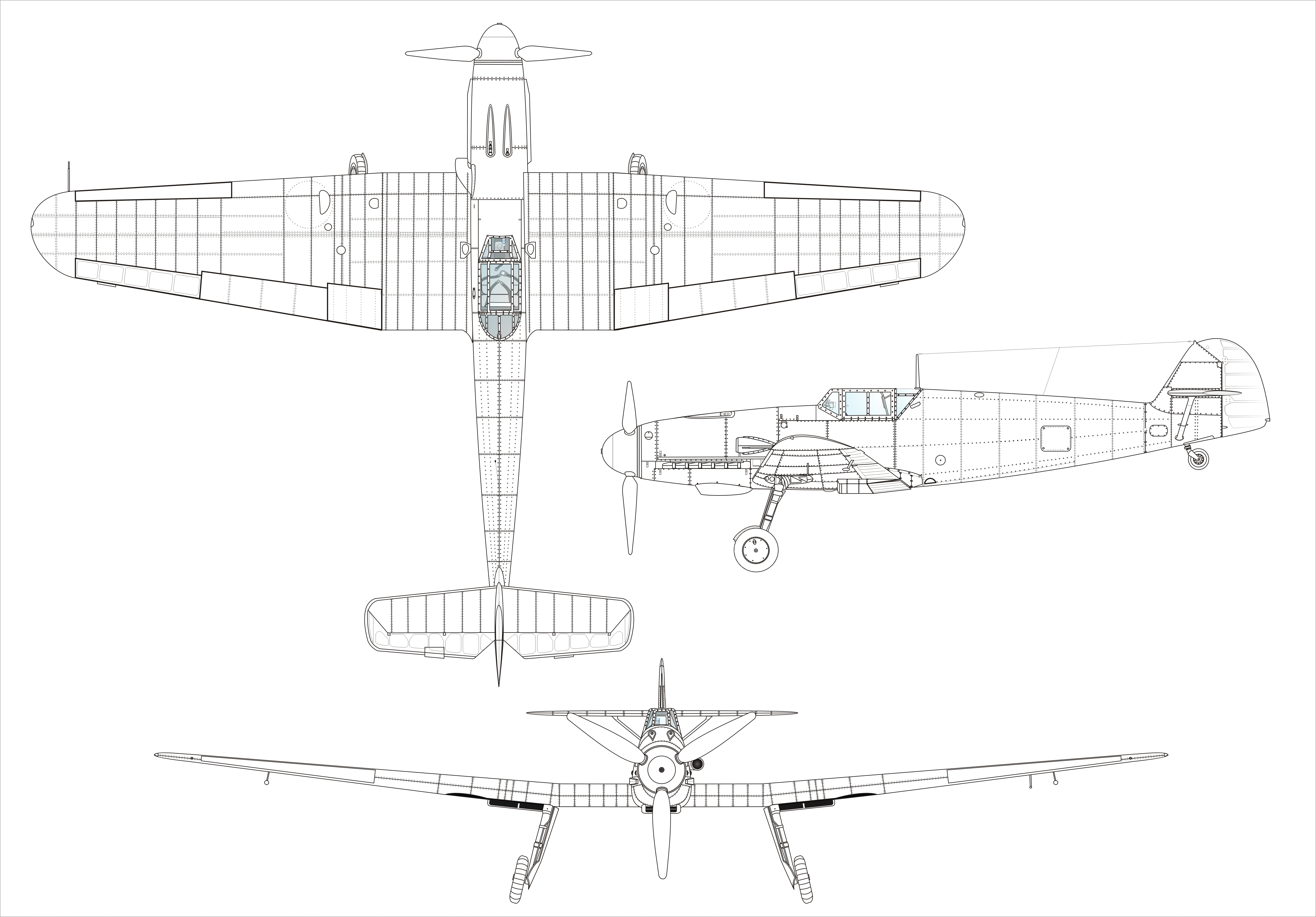
Messerschmitt Bf 109 H-1

Phiên bản Bf 109H được dự định là một kiểu máy bay tiêm kích tầm cao được phát triển từ loạt Bf 109F. Sải cánh được tăng lên đến 11,92 m, cánh ổn định đuôi một lần nữa lại có trụ chống tựa vào thân và được mở rộng. Tốc độ tối đa đạt đến 750 km/h ở độ cao 10.100 m. Một số lượng nhỏ kiểu Bf 109 H-1 được chế tạo và đã thực hiện nhiều chuyến bay tại Pháp. Việc phát triển các biến thể Bf 109 H-2 và H-5 đã được trù định, trước khi toàn bộ phiên bản H bị hủy bỏ do các vấn đề rung động cánh.
- H-0 Máy bay tiền sản xuất, được chế tạo lại từ kiểu F-4/Z, trang bị động cơ DB 601E với bộ tăng lực GM-1.
- H-1 Phiên bản sản xuất, dựa trên khung máy bay G-5, trang bị động cơ DB 605A với bộ tăng lực GM-1.

### Bf 109K "Kurfürst"

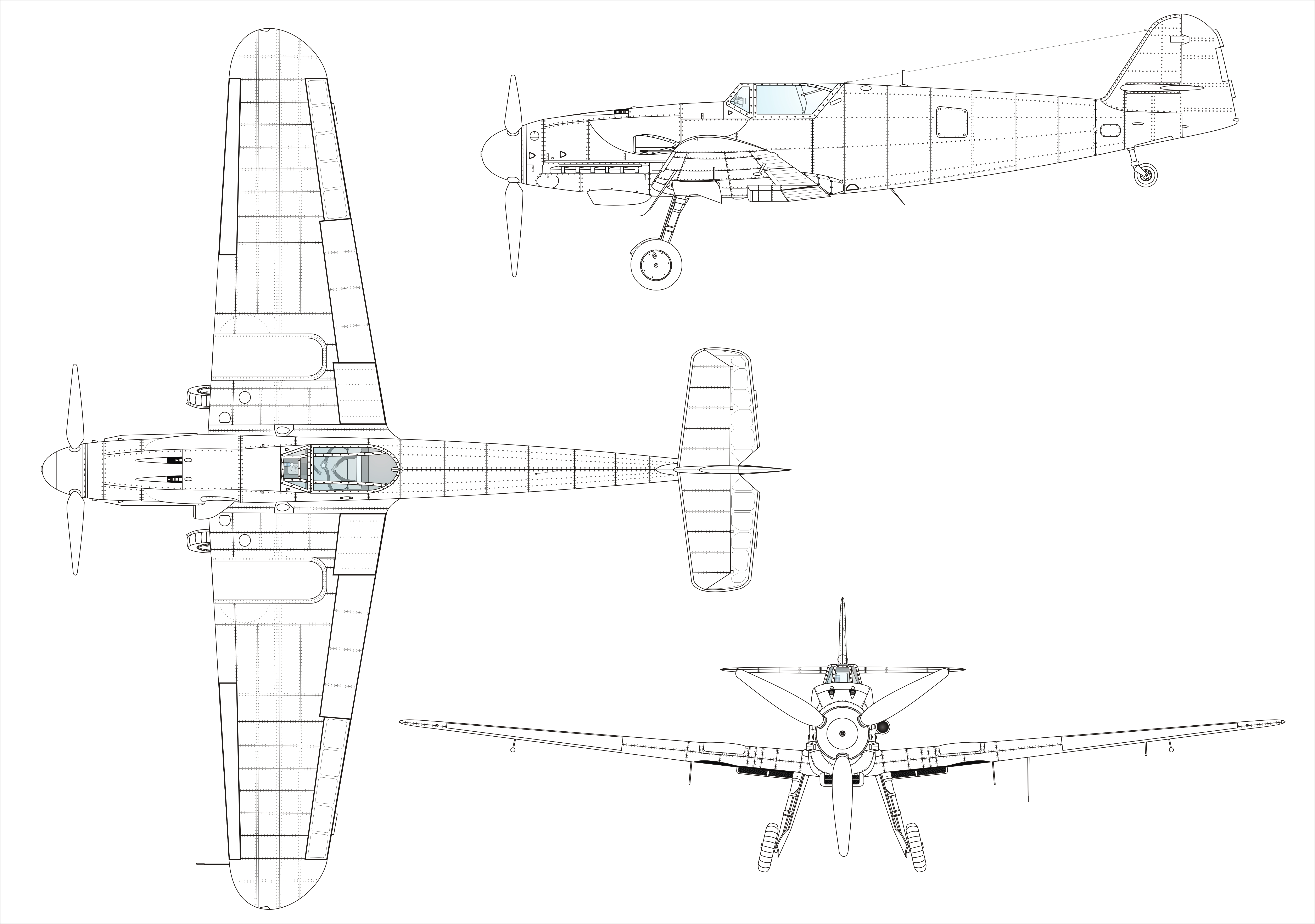
Messerschmitt Bf 109 K-4

Phiên bản Bf 109K "Kurfürst" là sự tiến hóa cuối cùng của kiểu máy bay Bf 109. Loạt K là sự đáp ứng cho tình trạng phức tạp của một loạt các phiên bản, các biến thể, các bộ nâng cấp và các cải biến trong xưởng máy của chiếc Bf 109 gây bối rối, vốn làm cho việc sản xuất và bảo trì trở nên phức tạp và tốn kém, một điều mà nước Đức khó chịu đựng được vào giai đoạn sau của cuộc chiến. RLM đã yêu cầu Messerschmitt hợp lý hóa việc sản xuất kiểu Bf 109, cũng cố các loại linh kiện, kiểu máy bay... để sản xuất một kiểu tiêu chuẩn duy nhất với sự tráo đổi tốt hơn các linh kiện và thiết bị. Điều này đã được bắt đầu với những biến thể sau của loạt phiên bản G, nhưng mọi thứ lại đi theo những hướng đối nghịch nhau. RLM lại yêu cầu Messerschmitt cố gắng hơn trong thực tế, và đó là lý do phiên bản K ra đời. Công việc trên phiên bản mới được bắt đầu vào năm 1943, và chiếc nguyên mẫu đã sẵn sàng vào mùa thu năm đó. Công việc sản xuất hàng loạt được bắt đầu vào tháng 8 năm 1944 vì những sự trì hoãn do những thay đổi liên tục và kiểu động cơ mới DB605D. Việc đưa ra hoạt động được bắt đầu vào tháng 10 năm 1944, và một số lượng lớn - khoảng 200 chiếc - được giao cho các đơn vị ngoài mặt trận vào cuối tháng đó. Cho đến cuối tháng 1 năm 1945, mặc dù dưới tình trạng chiến đấu liên tục ác liệt, trên 300 chiếc K-4 - khoảng một phần tư tổng số Bf 109 sản xuất - được đăng ký đưa ra các đơn vị Không quân Đức ngoài tuyến đầu.
Trên các phiên bản được đề nghị K-6, K-8, K-10 và K-14 vũ khí trang bị có một số thay đổi. Chúng giữ lại hai khẩu súng máy MG 131 gắn trên động cơ cùng một khẩu pháo MK 108 trên mỗi cánh và một khẩu pháo MK 108 Motorkanone gắn trên động cơ. Kiểu K-14 được dự định trang bị động cơ có tính năng đặc biệt DB605L và bộ cánh quạt bốn cánh.
Chỉ có biến thể K-4 tham gia hoạt động với số lượng đáng kể, với khoảng 1.700 chiếc được các xưởng giao hàng cho đến khi chiến tranh kết thúc. K-4 trang bị động cơ tương đương DB605L, một phiên bản động cơ DB605 với bộ siêu tăng áp hai tầng nhưng không có các cải tiến khác, và một bộ cánh quạt ba cánh tiêu chuẩn. Vũ khí trang bị cho kiểu K-4 một khẩu pháo MK 108 30 mm gắn trên động cơ với 65 quả đạn và hai súng máy MG 131 13 mm trước mũi với 300 viên đạn mỗi khẩu; cùng với khả năng mang thêm các thiết bị bổ sung khác như là thùng nhiên liệu phụ vứt được, cho đến 500 kg bom, cụm pháo 20 mm dưới cánh hoặc rocket Wfr. Gr. 21 210 mm (như trên các kiểu Gustav); hai trang bị sau cùng này hiếm khi được dùng do sự hiện diện của các máy bay tiêm kích Đồng Minh đòi hỏi phải duy trì khả năng có tốc độ cao.
Một số nguồn cho rằng có sự sử dụng một cách hạn chế biến thể K-14, nhưng trong thực tế kiểu này chưa từng được chế tạo. Kiểu K-14 được dự định trang bị động cơ DB605L, đặt được tốc độ 741 km/h (460 mph) và đặt được trần bay hoạt động khoảng 11.580 m (38.000 ft). Vũ khí được trang bị không mạnh bằng biến thể K-10 (được dự định như một máy bay tiêu diệt ném bom) và chỉ bao gồm hai pháo MG 151 15 mm gắn trên cánh, hai súng máy MG 131 gắn trên thân và một khẩu pháo MK 103 bắn xuyên qua trục cánh quạt.
Phiên bản Bf 109K-4 là kiểu Bf 109 nhanh nhất trong Thế Chiến II, đạt được tốc độ 715 km/h (445 mph) ở độ cao 7.500 m (24.600 ft); các bộ cánh quạt cải tiến được phát triển vào lúc chiến tranh sắp kết thúc giúp nâng tốc độ lên đến 727 km/h (452 mph) hay thậm chí 741 km/h (460 mph). Tốc độ lên cao khá nổi bật, đạt đến 29,5 m/s (5.800 ft/min) ở áp suất ống góp 1,98 ata và 27,9 m/s (5.500 ft/min) ở áp suất 1,8 ata. Với những cải tiến như vậy trong tính năng bay, kiểu Bf 109K vẫn so sánh được nếu không nói là vượt trội hơn những chiếc máy bay tiêm kích hàng đầu của Liên Xô hay Đồng Minh cho đến hết chiến tranh. Tuy nhiên, khả năng kém cỏi của hàng ngàn phi công mới chưa có kinh nghiệm của Không quân Đức vào giai đoạn này của cuộc chiến làm cho các thế mạnh của phiên bản Bf 109 mới ít có ý nghĩa so với số đông các phi công Đồng Minh được huấn luyện tốt hơn.
- K-0 phiên bản tiền sản xuất, trang bị động cơ DB 605DM
- K-2 phiên bản được đề nghị, không có buồng lái điều áp
- K-4 phiên bản sản xuất hàng loạt với buồng lái điều áp, trang bị động cơ DB 605DC
- K-6 phiên bản được đề nghị, tương tự như kiểu K-4 với cánh được gia cố mang thêm hai khẩu pháo MK 108 30 mm
- K-8 phiên bản trinh sát được đề nghị, trang bị tương tự kiểu G-8
- K-10 phiên bản được đề nghị, tương tự kiểu K-6 với pháo MK 103 gắn trên động cơ thay cho kiểu MK 108
- K-12 phiên bản huấn luyện hai chỗ ngồi được đề nghị, tương tự như kiểu G-12
- K-14 phiên bản được đề nghị, tương tự như kiểu K-6, trang bị động cơ DB 605L

### Bf 109T "Trägerflugzeug" (máy bay trên tàu sân bay)

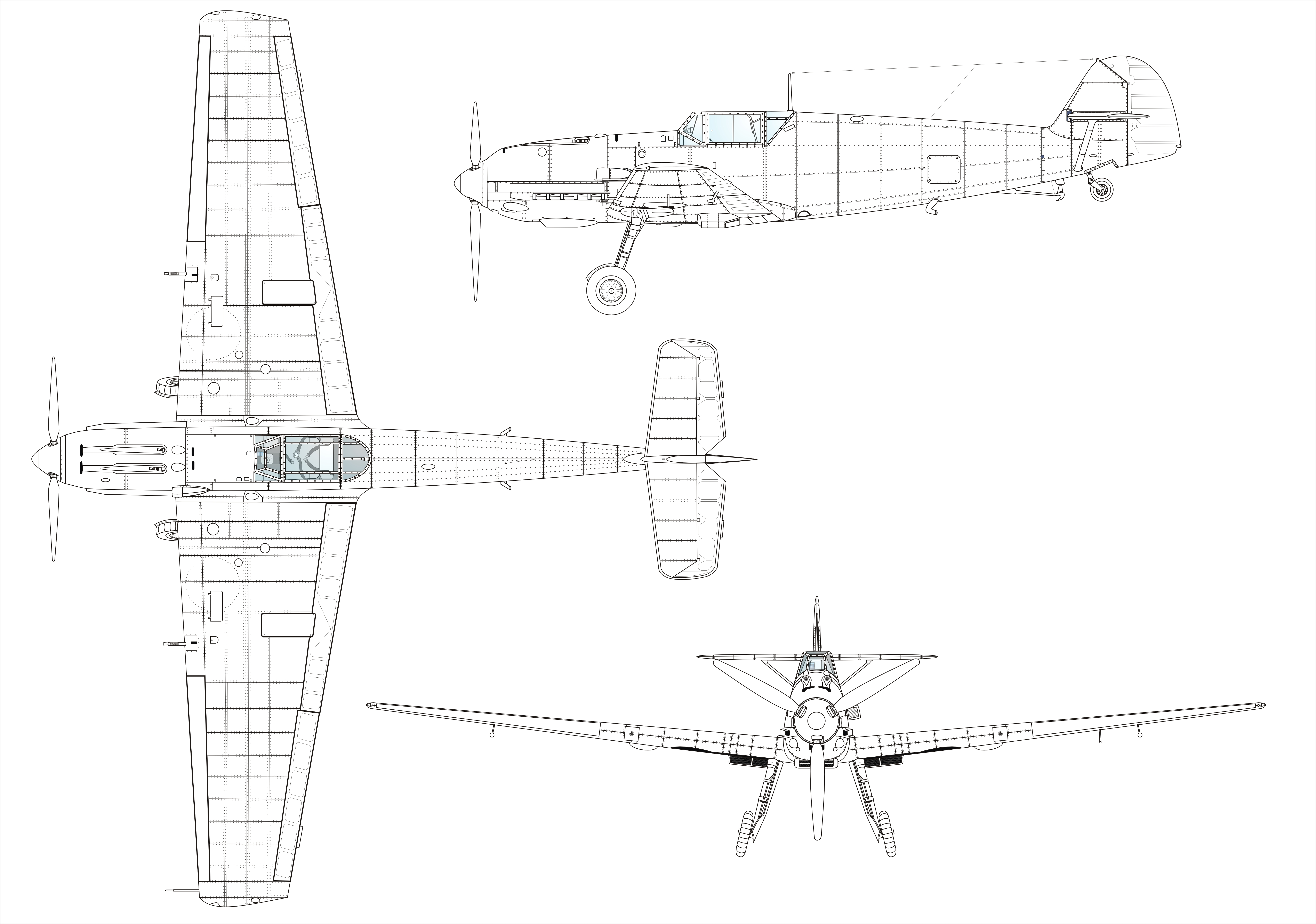
Messerschmitt Bf 109 T-1

Trước chiến tranh Hải quân Đức bắt đầu say mê với khái niệm về tàu sân bay. Vay mượn các ý tưởng từ Anh Quốc và Nhật Bản (chủ yếu là từ chiếc tàu sân bay Akagi), họ khởi sự chế tạo chiếc tàu sân bay Graf Zeppelin (đừng nhầm với chiếc khinh khí cầu Graf Zeppelin) như là một phần của chương trình tái cấu trúc Hải quân. Lực lượng không quân trên tàu sân bay sẽ dựa trên các kiểu máy bay tiêm kích Messerschmitt Bf 109T và máy bay ném bom bổ nhào Ju 87T. Ký tự 'T' được thêm vào phía sau biểu thị, 'Träger', trong tiếng Đức có nghĩa là tàu sân bay.
Lúc đầu, mười chiếc Bf 109E-3 được yêu cầu cải biến sang tiêu chuẩn Bf 109T-0, bao gồm bổ sung một móc hãm đuôi, bộ nối với máy phóng, tăng cường cấu trúc thân, cánh có thể xếp được bằng tay, và gia tăng sãi cánh lên đến 11,08 m. Vệt bánh đáp chính cũng được làm rộng hơn đôi chút. Sau các chuyến bay thử nghiệm, đặc biệt là thử nghiệm máy phóng, một lô 70 chiếc T-1 trang bị động cơ DB601N được đặt hàng để sản xuất tại Fieseler ở Kassel, nhưng sau khi có bảy chiếc T-1 được chế tạo, kế hoạch tàu sân bay bị hủy bỏ. Số 63 chiếc còn lại trong tổng số 70 chiếc T-1 được chế tạo theo tiêu chuẩn T-2 mà không có các thiết bị cho tàu sân bay, và một số chiếc T-0 và T-1 đã được nâng cấp lên tiêu chuẩn T-2. Những chiếc máy bay tiêm kích này được bố trí đến Liên đội Jagdgeschwader 77 (I/JG.77]]) trú đóng tại Na Uy. Quyết định đặt căn cứ những chiếc máy bay này tại Na Uy chủ yếu là do tình trạng của các đường băng hạ cánh đây ngắn và thường xuyên có các cơn gió ngang mạnh mẽ. Không lâu sau đơn vị này được yêu cầu hoàn trả kiểu máy bay này cho một đơn vị thử nghiệm đang được huấn luyện tại sân bay Drontheim-Fjorde và được nhận những chiếc E-3 thay thế. Vũ khí trang bị của kiểu Bf 109T bao gồm hai súng máy MG 17 gắn trên động cơ và một khẩu pháo MG FF/M trên mỗi cánh.
Mối quan tâm đến dự án tàu sân bay Graf Zeppelin quay lại khi giá trị của những chiếc tàu sân bay trở nên rõ ràng, vào năm 1942 chiếc tàu được đưa trở lại xưởng để hoàn tất. Vào lúc này kiểu Bf 109T đã trở nên lạc hậu một cách tuyệt vọng và cần phải có một kiểu máy bay tiêm kích mới. Messerschmitt đáp ứng nhu cầu này bằng loạt máy bay nâng cấp Me 155A, nhưng công việc trên chiếc tàu chiến một lần nữa lại bị hủy bỏ và chiếc Me 155 sau đó được thay đổi mục đích thành một kiểu máy bay tiêm kích đánh chặn tầm cao. 

### Bf 109Z "Zwilling"

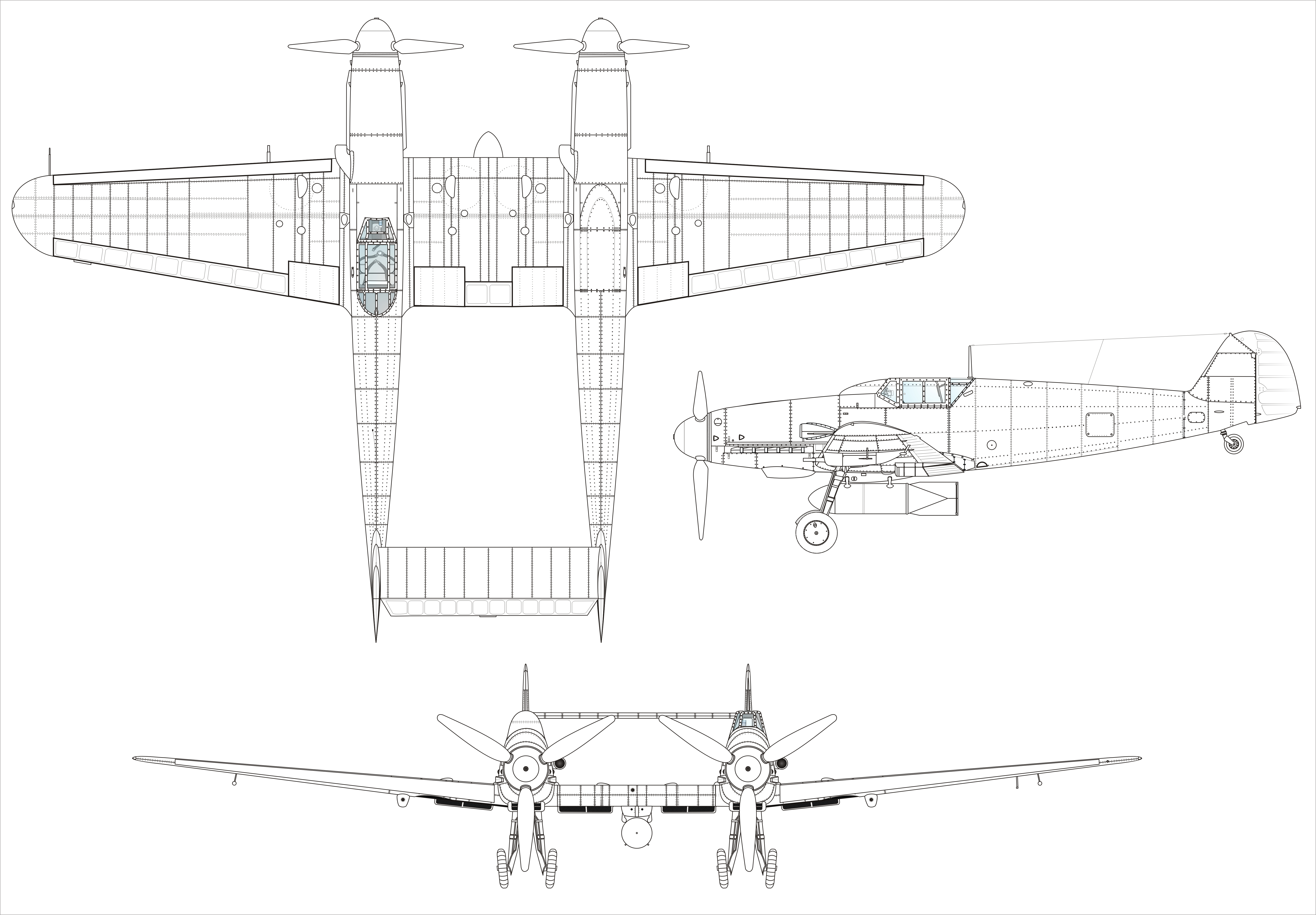
Messerschmitt Bf 109Z-1

Phiên bản máy bay thử nghiệm này thực ra bao gồm hai khung máy bay Bf 109F (cùng với phần cánh phía ngoài) được nối lại với nhau bằng một cánh giữa mới và một phần đuôi mới, theo cách mà kiểu máy bay F-82 Twin Mustang của Không lực Lục quân Hoa Kỳ được thiết kế. Hai biến thể của kiểu máy bay này được hoạch định, một chiếc như là máy bay tiêm kích đánh chặn trang bị năm khẩu pháo 30 mm, trong khi chiếc kia là một kiểu tiêm kích-ném bom có tải trọng bom 1.000 kg. Chỉ có một chiếc Bf 109Z được chế tạo nhưng chưa bao giờ cất cánh và nó đã bị hư hại ngay trong kho chứa trong một cuộc ném bom của Đồng Minh. Kế hoạch bị bãi bỏ vĩnh viễn vào năm 1944.

## Lịch sử hoạt động

### Hoạt động cùngKhông quân Đức
Chiếc Bf 109 được ghi nhận có được nhiều chiến công không chiến hơn bất kỳ loại máy bay nào khác. Có 105 phi công lái Bf 109, và có thể thêm bốn người nữa, được ghi nhận đã có thành tích diệt được hơn 100 máy bay đối phương. Trong số đó có 13 người ghi được hơn 200 chiến công và hai người ghi được hơn 300 chiến công. Tính chung nhóm này có thành tích gần 15.000 chiến công.
Danh hiệu phi công Ách được trao tặng cho mọi phi công ghi được năm hay nhiều hơn chiến công không chiến. Áp dụng cho các phi công tiêm kích của Không quân Đức và các tài liệu của họ cho thấy danh hiệu "Ách" thuộc về hơn 2.500 phi công Đức. Đa số các phi công lái Bf 109 ghi được chiến công của họ trên các máy bay Xô Viết, tuy vậy vẫn có năm phi công ghi được thành tích trên 100 chiến công trên các máy bay Đồng Minh.
Tài liệu của Không quân Đức cho thấy trong quá trình Chiến dịch Barbarossa, các phi công Đức thuộc bảy phi đoàn Jagdgeschwader (JG 3, JG 27, JG 51, JG 53, JG 54, JG 77 và LG 2) đã ghi được 7.355 chiến công không chiến bằng kiểu máy bay Bf 109, trong khi bị thiệt hại 350 chiếc trong không chiến; đạt được một tỉ lệ thắng:thua trên 21:1, và là thành tích cao nhất mà Đức đạt được trên Mặt trận phía Đông. a  Giữa tháng 1 và tháng 10 năm 1942, có thêm 18 phi công Đức gia nhập nhóm đạt được trên 100 chiến công tại Mặt trận phía Đông. Trong thời gian này các phi công lái Bf 109 cho rằng họ đã tiêu diệt được 12.000 máy bay Xô Viết.b 

### Hoạt động tạiPhần Lan

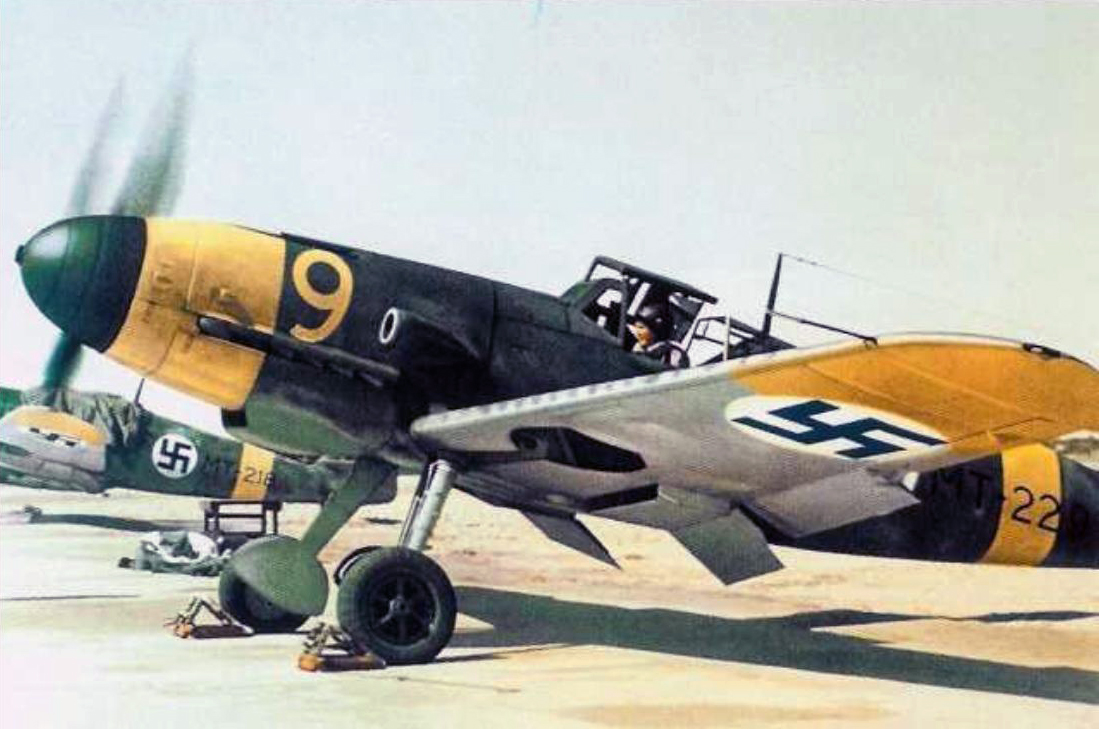
Messerschmitt Bf 109G-2 của Không quân Phần Lan tại sân bay Malmi vào năm 1943.

Vào năm 1943, Không quân Phần Lan nhận được những chiếc Bf 109 đầu tiên của họ. Có tổng cộng 162 máy bay kiểu này được đặt mua, và chiếc máy bay đầu tiên hạ cánh xuống Phần Lan vào ngày 13 tháng 3 năm 1943. Chỉ có 159 chiếc được đưa vào hoạt động, vì đã có hai chiếc G-6 và một chiếc G-8 bị mất trên đường bay đến Phần Lan. Trong số này có 48 chiếc kiểu G-2, 109 chiếc kiểu G-6 và hai chiếc kiểu G-8. Bf 109 là kiểu máy bay hoạt động trong Không quân Phần Lan với số lượng lớn nhất. Nó được đặt tên lóng là "Mersu" trong ngôn ngữ thông dụng (giống như tên đặt cho những chiếc xe hơi Mercedes-Benz, vốn do cùng công ty mẹ Daimler-Benz sản xuất loại động cơ dành cho Bf 109) và được mang ký hiệu MT cùng ba số tiếp theo để nhận diện. Với sự có mặt của những chiếc Bf 109, các cuộc không chiến trở nên cân bằng hơn vì chúng có thể sánh được với những chiếc máy bay tiêm kích Xô Viết mới nhất. Chiếc Bf 109 cuối cùng được giao đến Phần Lan vào ngày 20 tháng 8 năm 1944, chỉ ít lâu trước lúc đình chiến với Liên Xô.
Trong cuộc Chiến tranh Tiếp diễn, Bf 109 đã phục vụ trong các phi đội tiêm kích 24, 28, 30 và 34. Không quân Phần Lan đã ghi được 667 chiến công được xác nhận đối với kiểu máy bay này, trong khi bị thiệt hại mất 34 chiếc Bf 109 do máy bay tiêm kích đối phương hay hỏa lực phòng không. Ngoài ra còn có 16 chiếc bị mất do tai nạn và tám chiếc bị phá hủy trên mặt đất. Có tổng cộng 23 phi công bị thiệt mạng.
Sau chiến tranh, còn lại 102 chiếc Bf 109, và kiểu máy bay này trở thành loại máy bay tiêm kích chủ lực của Không quân Phần Lan thêm gần một thập niên nữa kể từ sau Thế Chiến II. Cho dù chiếc máy bay có tuổi thọ dự kiến ngắn ngủi (nó được chế tạo như một máy bay thời chiến và được tính toán để tồn tại khoảng 100-200 giờ bay), nó chỉ được rút ra khỏi phục vụ vào mùa Xuân năm 1954 khi Không quân Phần Lan bước vào kỷ nguyên phản lực. Chuyến bay cuối cùng của kiểu máy bay này được thực hiện vào ngày 13 tháng 3 năm 1954 bởi Thiếu tá Erkki Heinilä trên chiếc máy bay mang ký hiệu MT-507.
Nhiều chiếc Bf 109 đang được bảo tồn tại Phần Lan. Chiếc Bf 109 ký hiệu MT-452 được trưng bày tại sân bay Utti, và Bảo tàng Hàng không Trung ương Phần Lan trưng bày chiếc MT-507, vốn là chiếc máy bay Bf 109 cuối cùng của Không quân Phần Lan.

### Hoạt động tạiThụy Sĩ
Thụy Sĩ nhận được những chiếc Bf 109 đầu tiên vào năm 1938 khi mười chiếc Bf 109D được giao hàng. Sau đó, có thêm 80 chiếc 109E-3 được đặt mua và được giao từ tháng 4 năm 1939 cho đến ngay trước khi Đức xâm chiếm Pháp vào mùa hè năm 1940. Trong chiến tranh, Không quân Thụy Sĩ chiếm giữ thêm bốn chiếc Bf 109 (hai chiếc phiên bản F và hai chiếc G). Số máy bay 109E được bổ sung thêm tám chiếc được chế tạo theo giấy phép nhượng quyền từ linh kiện rời bởi Doflug, ở Altenrhein và được giao vào năm 1944.
Vào tháng 4 năm 1944, Thụy Sĩ được sở hữu thêm mười hai chiếc máy bay phiên bản G-6 trao đổi cho việc phá hủy một chiếc máy bay tiêm kích bay đêm tuyệt mật Messerschmitt Bf 110G bị buộc phải hạ cánh khẩn cấp xuống Thụy Sĩ. Những chiếc máy bay 109G mới chịu ảnh hưởng bởi nhiều khiếm khuyết trong sản xuất; và sau nhiều sự cố trong hoạt động, chúng bị rút khỏi phục vụ vào tháng 5 năm 1948. Những chiếc 109E tiếp tục phục vụ cho đến tận tháng 12 năm 1949.
Vào ngày 10 tháng 5 năm 1940 đã nổ ra cuộc không chiến giữa Thụy Sĩ và Đức. Nhiều chiếc Bf 109 của Thụy Sĩ đã đối đầu một chiếc Dornier Do 17 của Đức gần biên giới ở Bütschwil. Trong cuộc chạm súng sau đó, chiếc Dornier bị bắn trúng và bị buộc phải hạ cánh gần Altenrhein.
Vào ngày 1 tháng 6, Không quân Thụy Sĩ tung ra 12 chiếc Bf 109E-1 đối đầu cùng 36 chiếc máy bay Heinkel He 111 không được hộ tống của Đức thuộc Phi đội Kampfgeschwader 53 đang vượt qua không phận của Thụy Sĩ để tấn công hệ thống đường sắt Lyon - Marseilles. Không quân Thụy Sĩ chịu tổn thất đầu tiên trong trận chiến này khi Thiếu úy Rudolf Rickenbacher thiệt mạng do thùng nhiên liệu trên chiếc Bf 109 của ông bị nổ tung do đạn bắn trả từ chiếc Heinkel. Tuy nhiên những chiếc Emil Thụy Sĩ đã bắn rơi được sáu chiếc He 111.
Vào ngày 8 tháng 6, một chiếc máy bay quan sát C-35, một loại máy bay cánh kép cổ, bị tấn công bên trên dãy núi Jura bởi hai chiếc Bf 110 của Đức; phi công và quan sát viên đều thiệt mạng. Cùng ngày hôm đó, Đại úy Lindecker dẫn đầu khoảng 15 chiếc Emil Thụy Sĩ đánh chặn một đội hình He 111 của Đức được hộ tống bởi những chiếc Bf 110 thuộc Phi đội Zerstörergeschwader 1. Cuộc giao chiến đã đưa đến việc năm chiếc Bf 110 của Đức bị bắn rơi (kể cả Đại úy Không đoàn Gerhard Kadow) với thiệt hại là một chiếc Bf 109 Thụy Sĩ.
Trong chiến tranh, những chiếc máy bay của Thụy Sĩ được sơn các sọc trắng và đỏ "dấu hiệu trung lập" quanh thân và cánh chính để tránh nhầm lẫn với các máy bay Bf 109 của Đức.

### Hoạt động tạiNam Tư

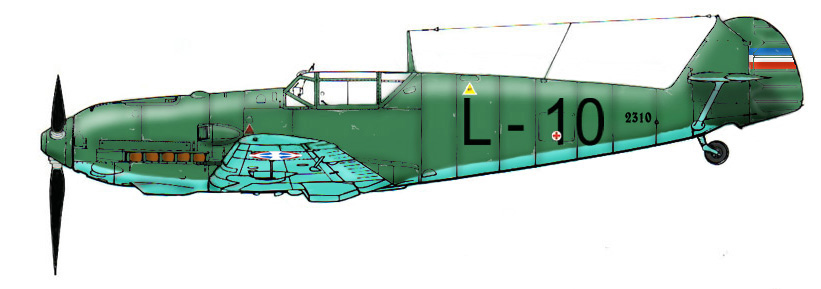
Bf 109 E-3 thuộc Trung đoàn Tiêm kích 6 Không quân Hoàng gia Nam Tư, tháng 4 năm 1941.

Vào năm 1939, Nam Tư nhận được 73 chiếc Bf 109E-3 do trao đổi quặng sắt, đồng và crôm. Tuy nhiên, những chiếc máy bay này phải nằm lại mặt đất hầu như suốt thời gian do thiếu phụ tùng. Các phi công nam Tư không hài lòng với kiểu máy bay này vì có nhiều tai nạn xảy ra khi hạ cánh do vệt bánh đáp hẹp của chiếc máy bay Messerschmitt. Khi Đức xâm lăng họ vào tháng 4 năm 1941, Không quân Hoàng gia Nam Tư đã tổ chức cuộc chiến nhưng không thể đánh trả những kẻ xâm lược. Vào cuối cuộc chiến, 
Còn lại 17 chiếc Bf 109. Chúng được cất giữ cho đến năm 1959, trong khi có thêm nhiều chiếc khác có được từ Bulgaria. Không quân Nam Tư mới sử dụng một hỗn hợp máy bay các kiểu G-2, G-6, G-10 và G-12 cho đến giữa năm 1952.

## Đặc điểm kỹ thuật (Bf 109G-6)
Tham khảo: The Great Book of Fighters và Finnish Air Force Bf 109 Manual

### Đặc tính chung
- Đội bay: 01 người
- Chiều dài: 8,95 m (29 ft 7 in)
- Sải cánh: 9,93 m (32 ft 6 in)
- Chiều cao: 2,60 m (8 ft 2 in)
- Diện tích bề mặt cánh: 16,40 m² (173,3 ft²)
- Lực nâng của cánh: 199,8 kg/m² (40,9 lb/ft²)
- Trọng lượng không tải: 2.247 kg (5.893 lb)
- Trọng lượng có tải: 3.148 kg (6.940 lb)
- Trọng lượng cất cánh tối đa: 3.400 kg (7.495 lb)
- Động cơ: 1 x động cơ piston V-12 Daimler-Benz DB 605A-1 làm mát bằng chất lỏng, công suất 1.455 mã lực (1.085 kW)

### Đặc tính bay
- Tốc độ lớn nhất: 640 km/h (398 mph) ở độ cao at 6.300 m (20.669 ft); 520 km/h ở độ cao mặt biển; 588 km/h ở độ cao 4.000 m; 616 km/h ở độ cao 8.000 m
- Tốc độ bay đường trường: 590 km/h (365 mph) ở độ cao 6.000 m (19.680 ft)
- Tầm bay tối đa: 850 km (528 mi); 1.000 km (620 mi) với thùng nhiên liệu phụ
- Trần bay: 12.000 m (39.370 ft)
- Tốc độ lên cao: 17,0 m/s (3.345 ft/min)
- Tỉ lệ công suất/khối lượng: 0,33 kW/kg (0,21 hp/lb)

### Vũ khí
- 2 x súng máy MG 131 13 mm
- 1 x pháo MG 151/20 20 mm (hoặc 1 x pháo MK 108 30 mm, G-6/U4)
- 1 x thùng nhiên liệu phụ 300 L (78 US gal) hoặc 1 × bom 250 kg (550 lb) hoặc 4 × bom 50 kg (110 lb)
- 2 × rocket WGr.21 (G-6 với BR21)
- 2 x cụm pháo MG 151/20 20 mm dưới cánh (G-6 với R6)

## Nội dung liên quan

### Máy bay liên quan
- Me 209-II
- Me 109TL
- Hispano Aviacion HA-1109
- Avia S-99/S-199
- VL Pyörremyrsky

### Máy bay tương tự
- A6M Zero
- Bell P-39
- Curtiss P-40
- IK-3
- Dewoitine D.520
- Fiat G.55 Centauro
- Focke Wulf Fw 190
- Hawker Hurricane
- Heinkel He 112
- IAR 80
- Kawasaki Ki-61 Hien
- Lavochkin La-5
- Lavochkin La-7
- Macchi C.202 Folgore
- Macchi C.205 Veltro
- North American P-51 Mustang
- Supermarine Spitfire
- Yakovlev Yak-1
- Yakovlev Yak-9

### Trình tự thiết kế
Kl 106 - Kl 107 - Bf 108 - Bf 109 - Bf 110 - He 111 - He 112

### Danh sách liên quan
- Danh sách máy bay chiến đấu
- Danh sách máy bay quân sự Đức Quốc xã

|  | Chủ đề Chiến tranh thế giới thứ hai |